# Polskie lotnictwo wojskowe 1939
Polskie Lotnictwo Wojskowe 1939 – ordre de Bataille polskiego lotnictwa wojskowego w dniu 1 września 1939.
1 września 1939 lotnictwo posiadało 392 samoloty bojowe i 102 samoloty pomocnicze, z tego w dyspozycji Naczelnego Dowódcy Lotnictwa znajdowało się 146 samolotów bojowych i 60 pomocniczych, a w dyspozycji dowódców lotnictwa armijnego 246 samolotów bojowych i 42 samoloty pomocnicze.

## Lotnictwo dyspozycyjne Naczelnego Dowódcy Lotnictwa
- Naczelne Dowództwo Lotnictwa
  - naczelny dowódca lotnictwa i OPL – gen. bryg. dr Józef Zając
- Brygada Pościgowa
- Brygada Bombowa
- 16 eskadra obserwacyjna
- eskadra sztabowa
- pluton łącznikowy nr 1
- pluton łącznikowy nr 2

## Galeria

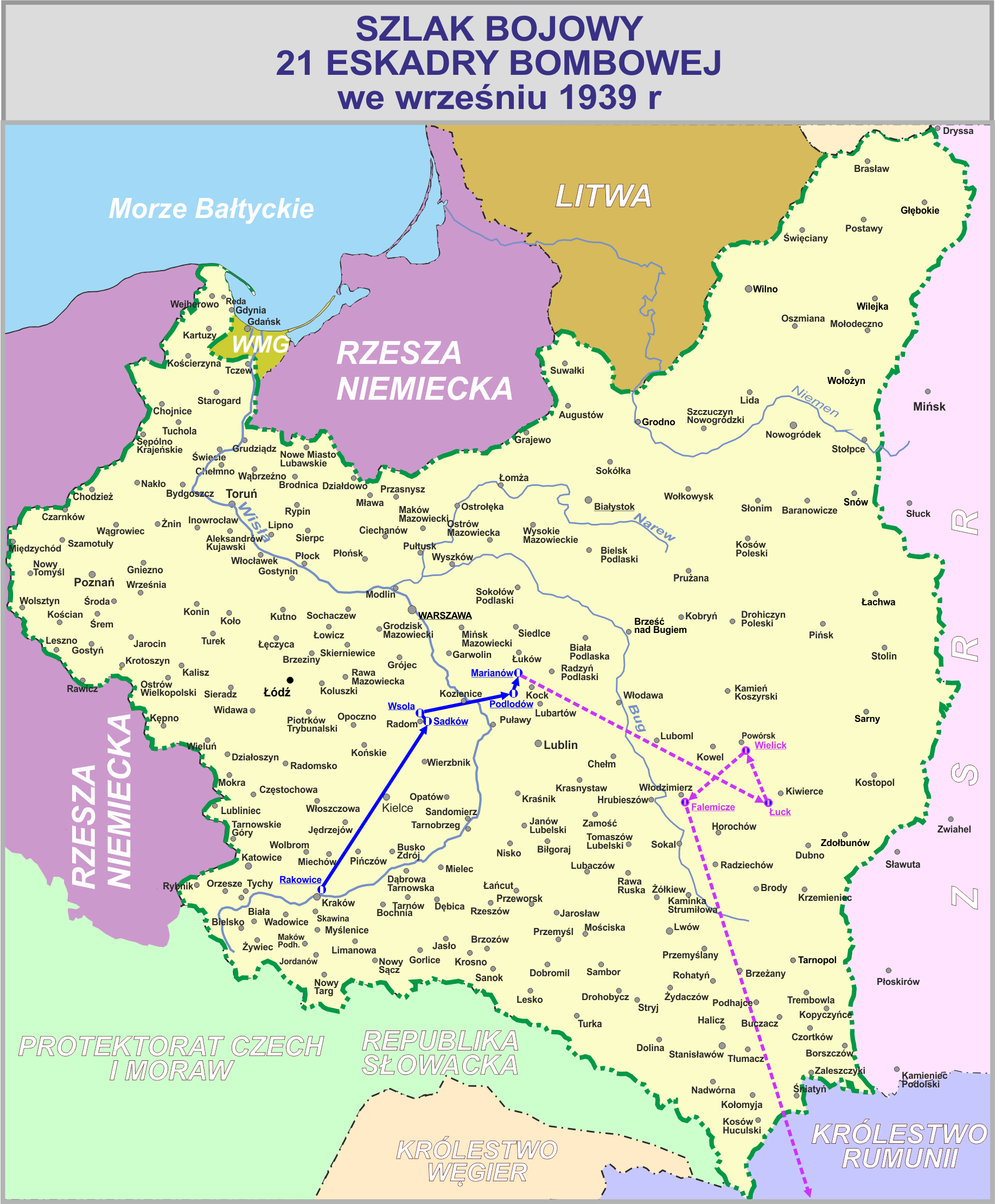
Szlak bojowy 21 Eskadry Bombowej we wrześniu 1939
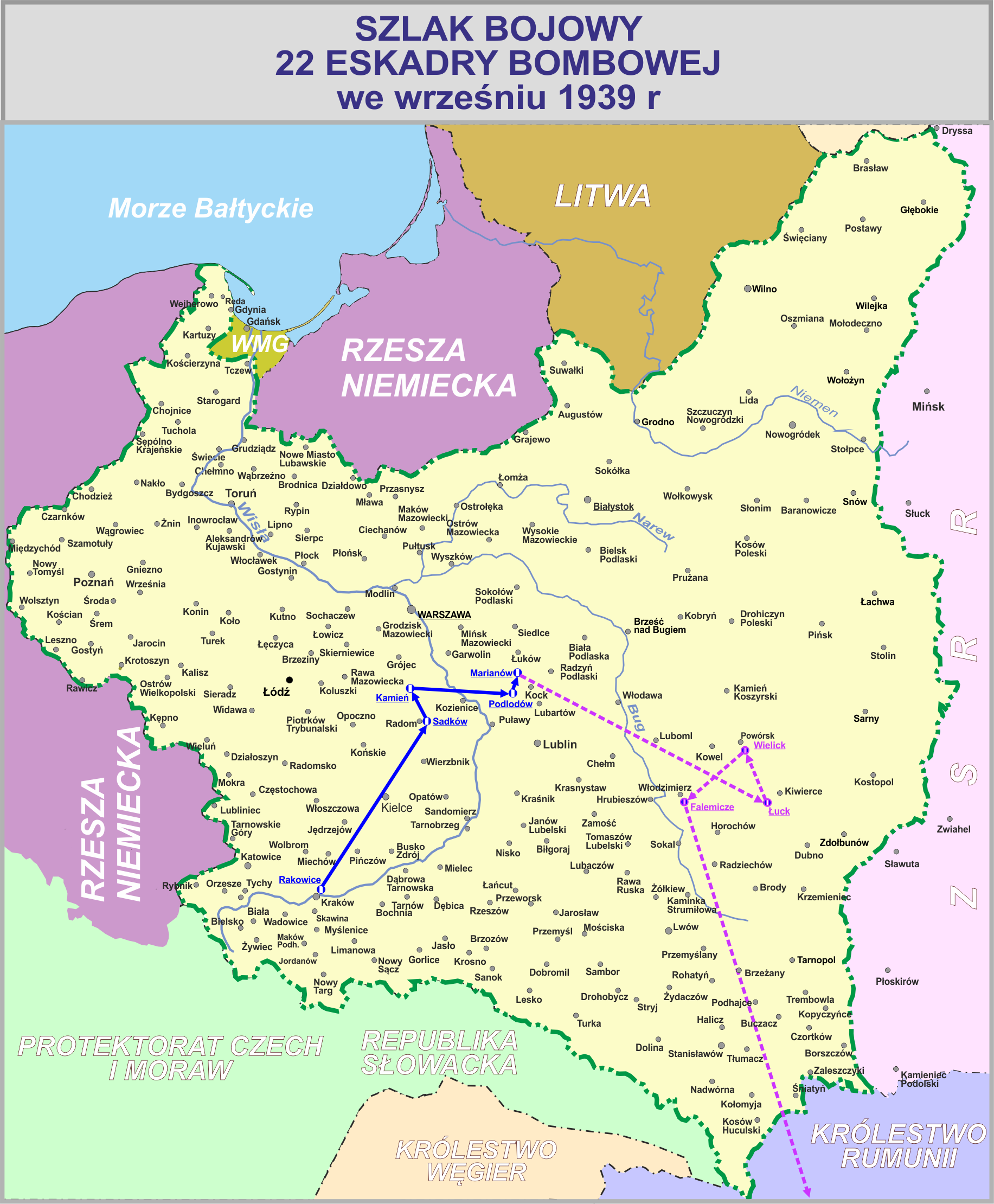
Szlak bojowy 22 Eskadry Bombowej we wrześniu 1939
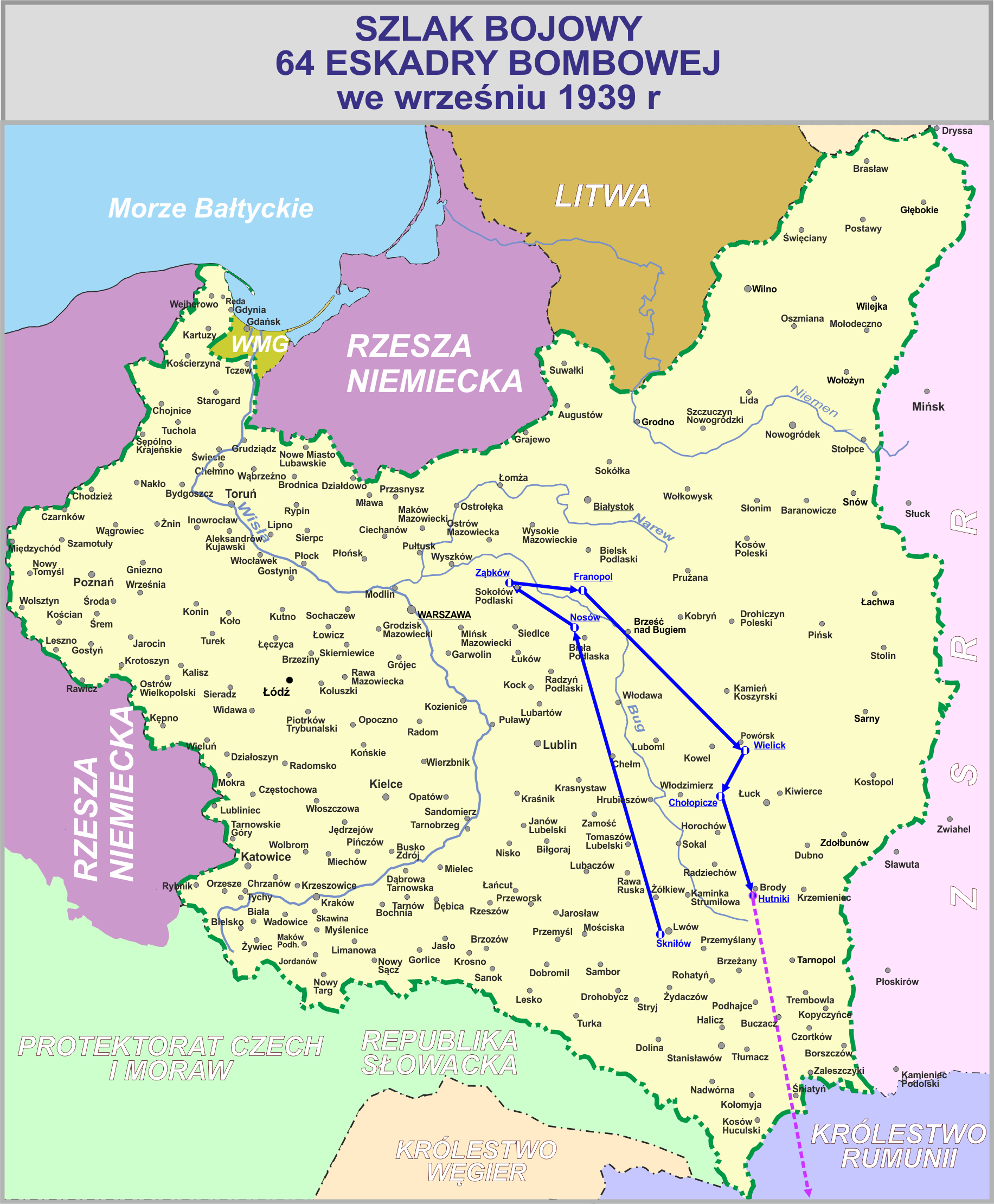
Szlak bojowy 64 Eskadry Bombowej we wrześniu 1939
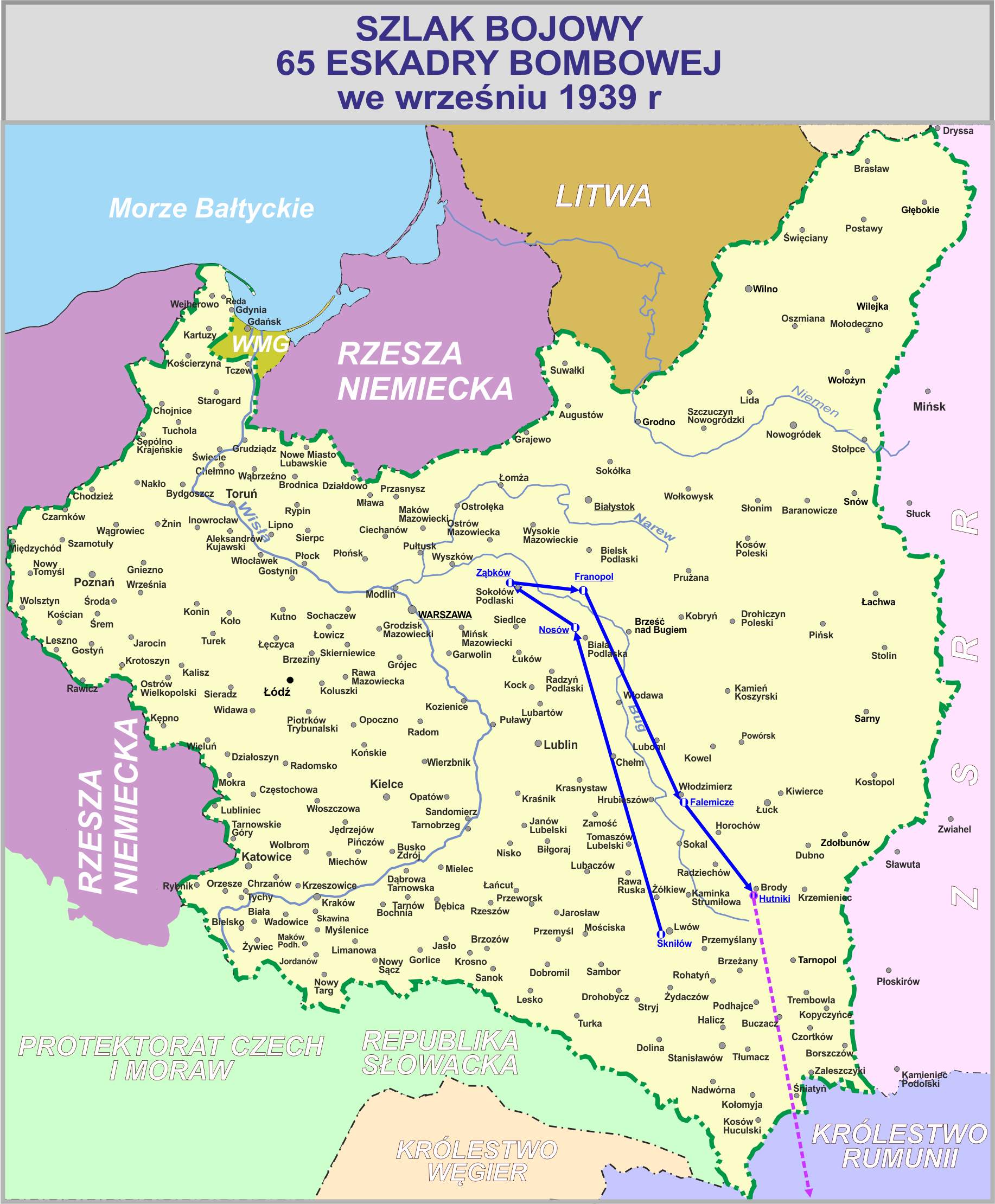
Szlak bojowy 65 Eskadry Bombowej we wrześniu 1939
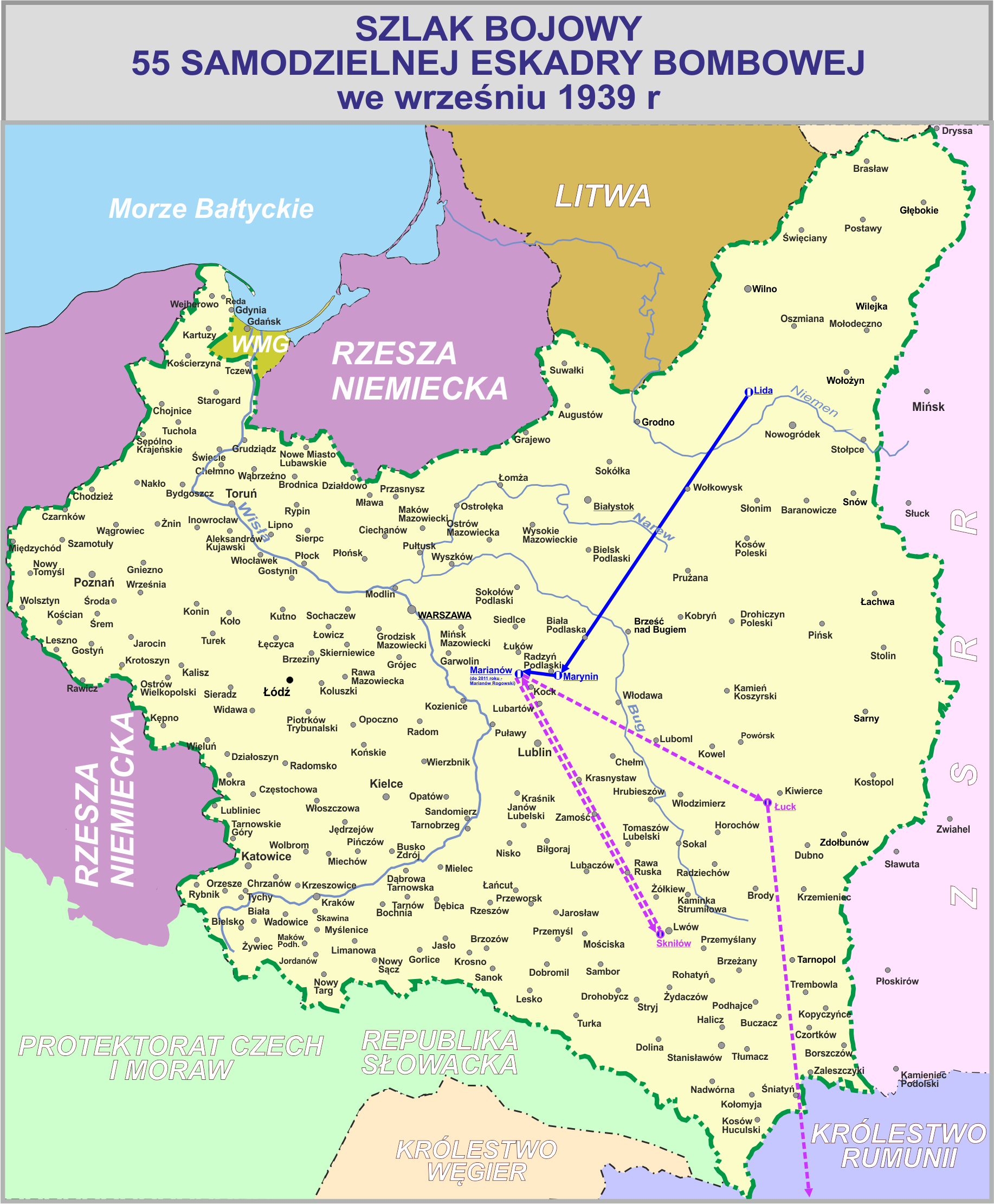
Szlak bojowy 55 Samodzielnej Eskadry Bombowej we wrześniu 1939
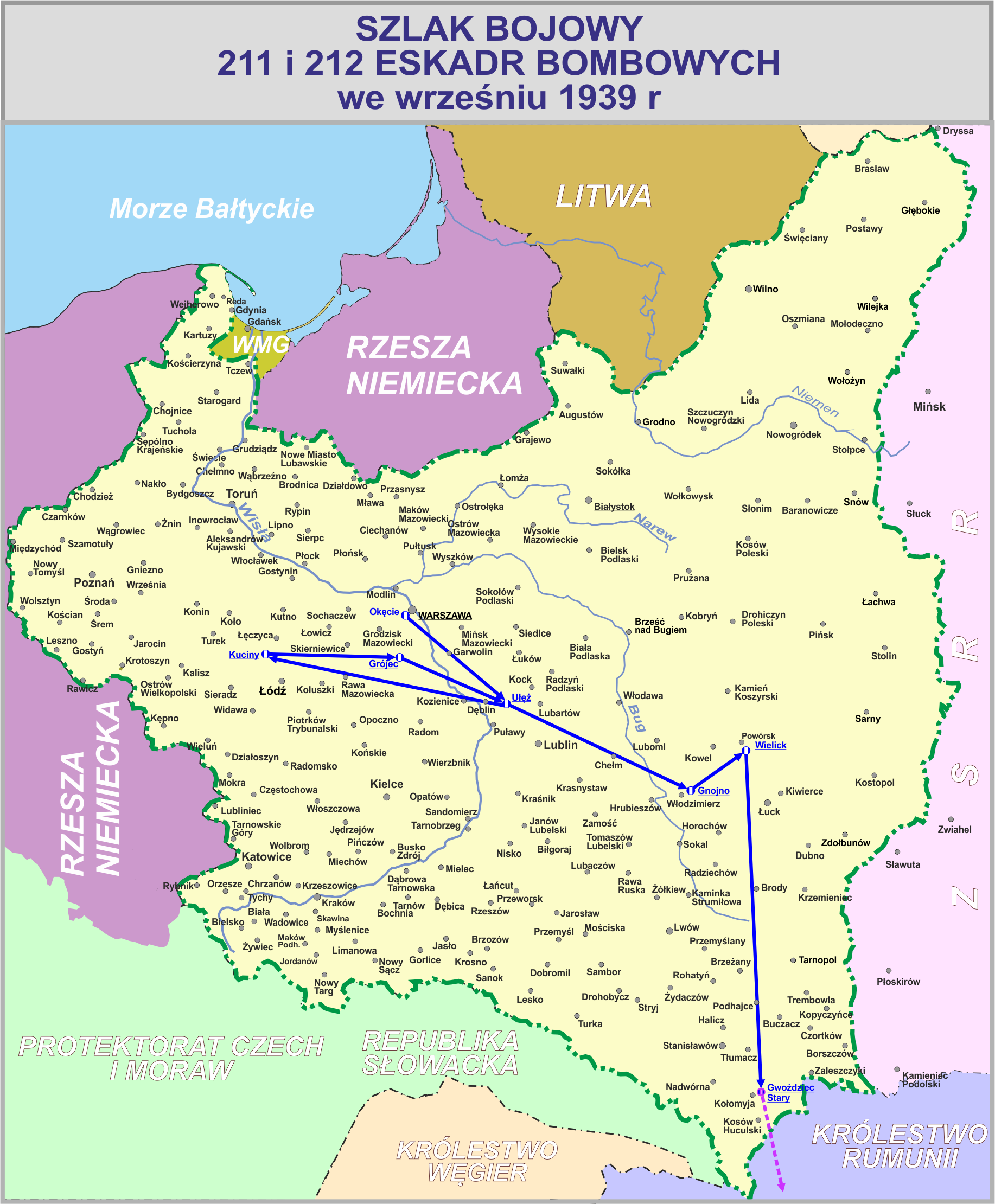
Szlak bojowy X Dywizjonu Bombowego
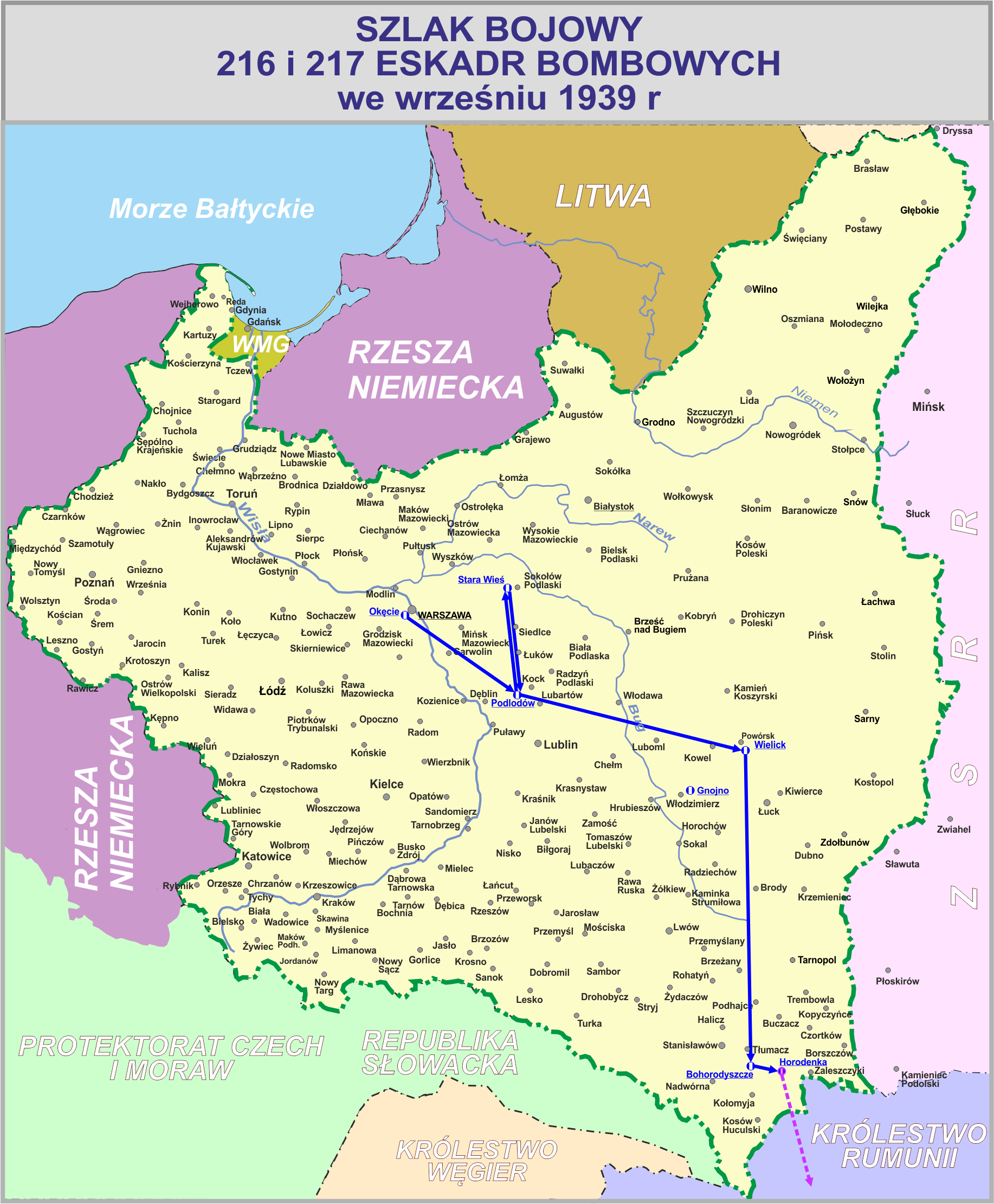
Szlak bojowy XV Dywizjonu Bombowego we wrześniu 1939
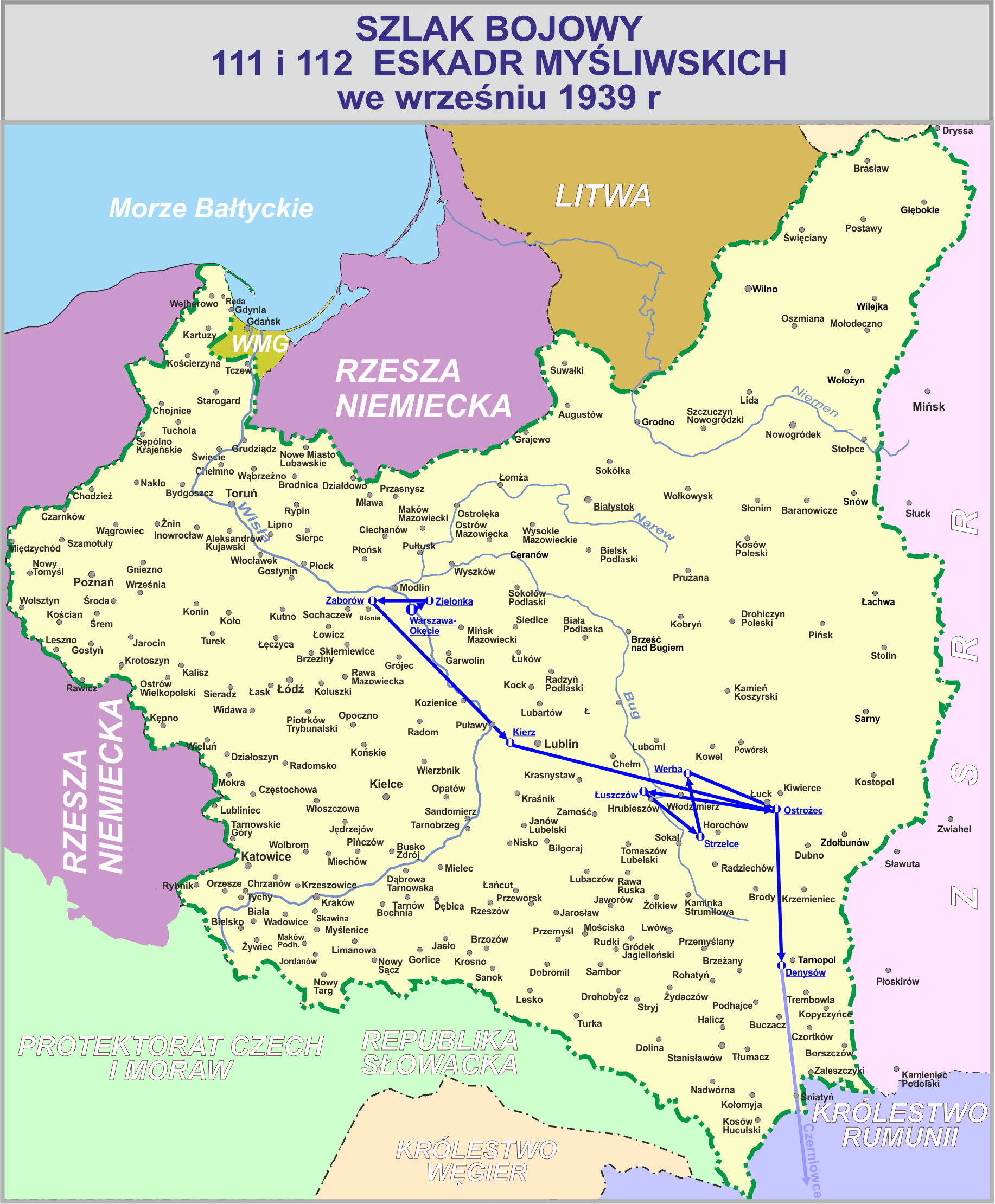
Szlak bojowy 111 i 112 Eskadr Myśliwskich we wrześniu 1939
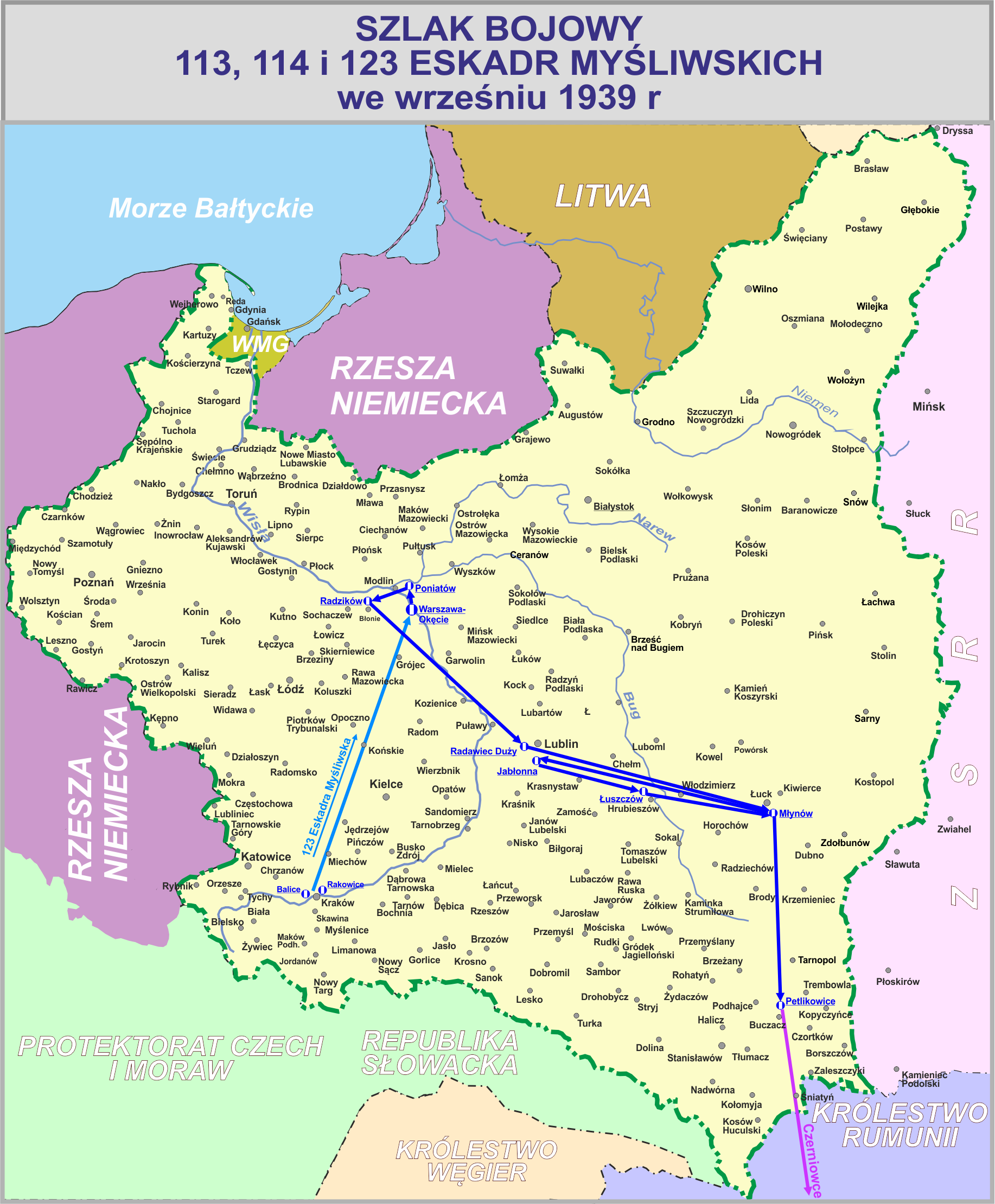
Szlak bojowy 113 i 114 Eskadr Myśliwskich we wrześniu 1939
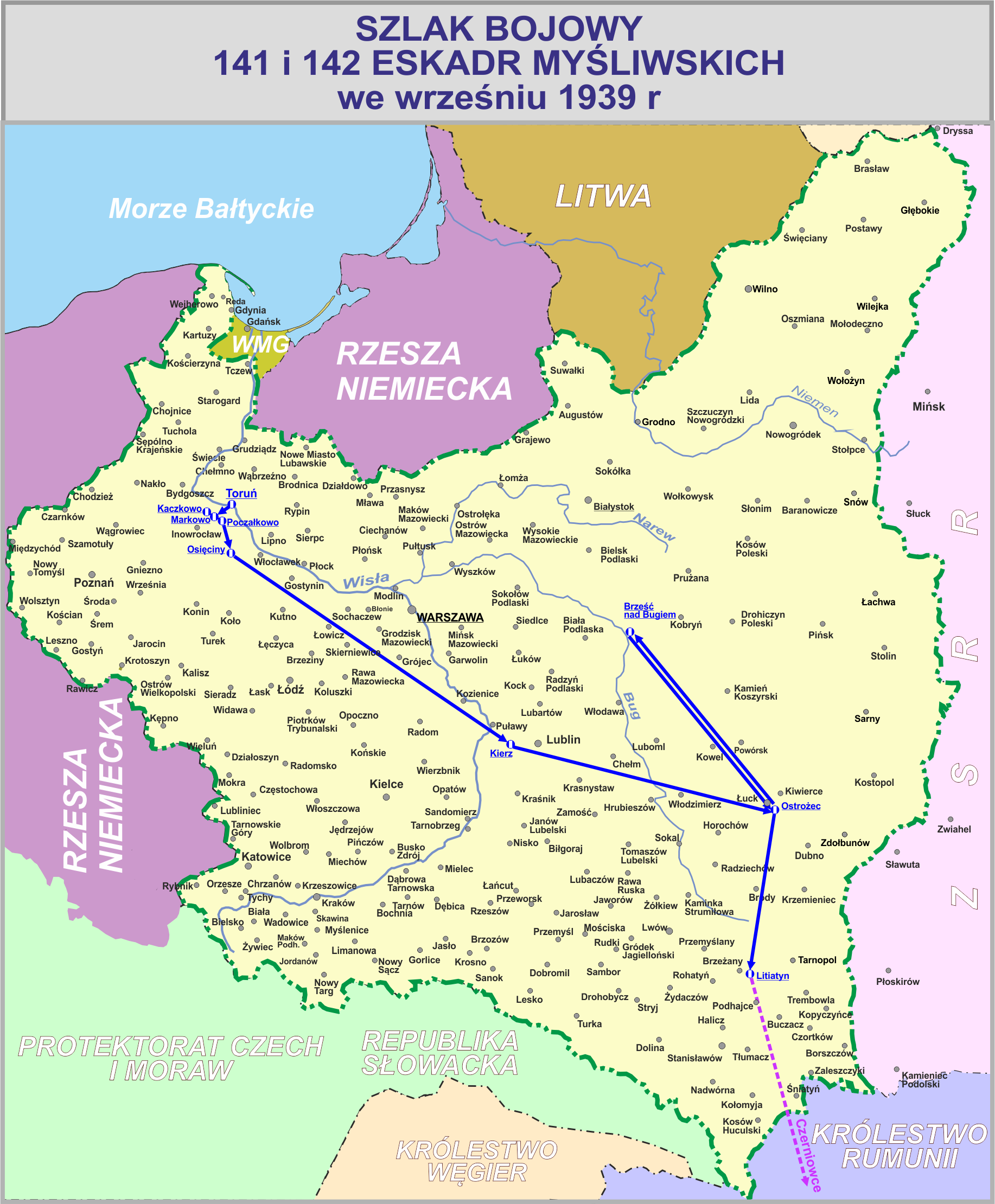
Szlak bojowy 141 i 142 Eskadr Myśliwskich we wrześniu 1939
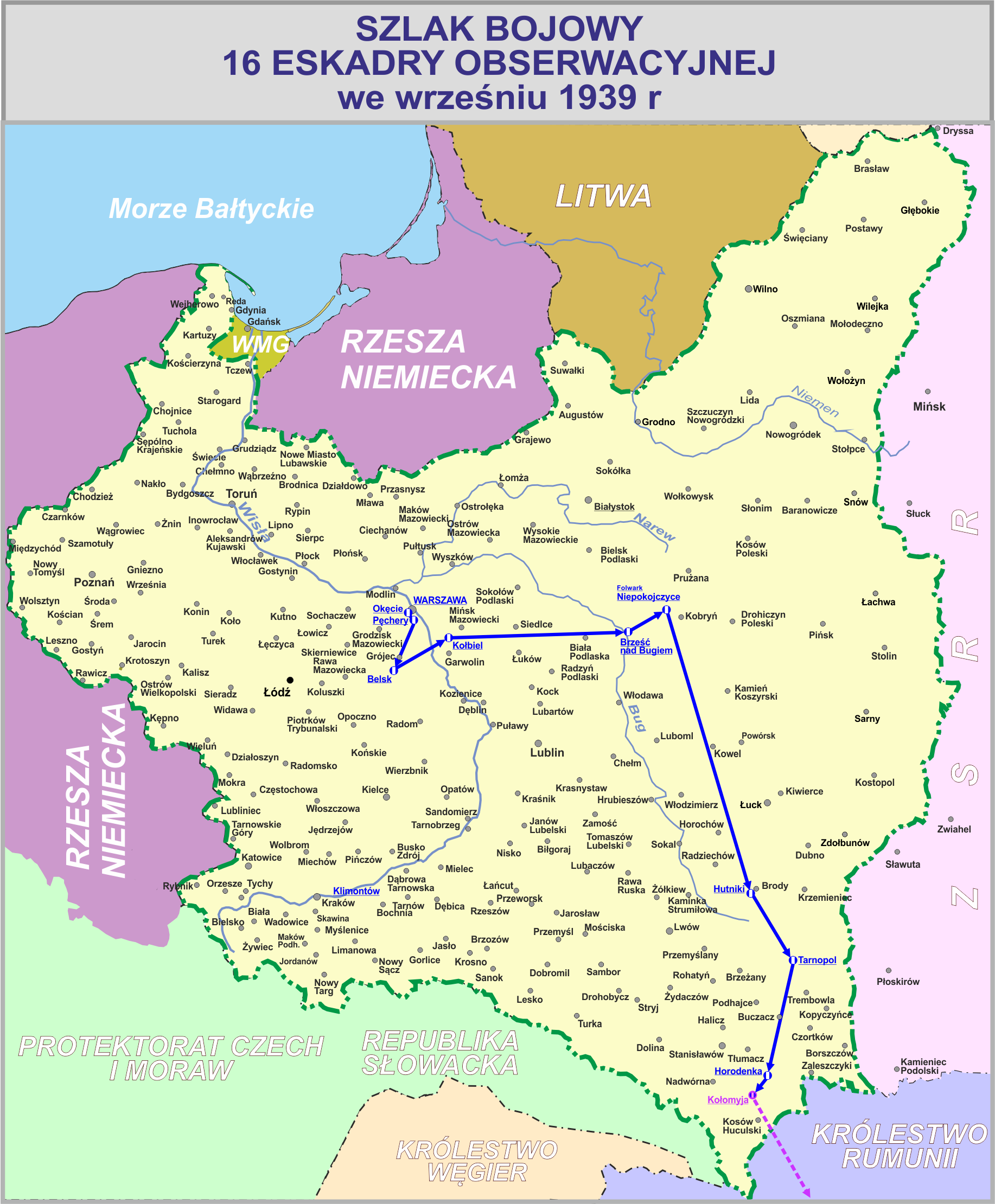
Szlak bojowy 16 Eskadry Obserwacyjnej we wrześniu 1939

## Lotnictwo Armii „Modlin”

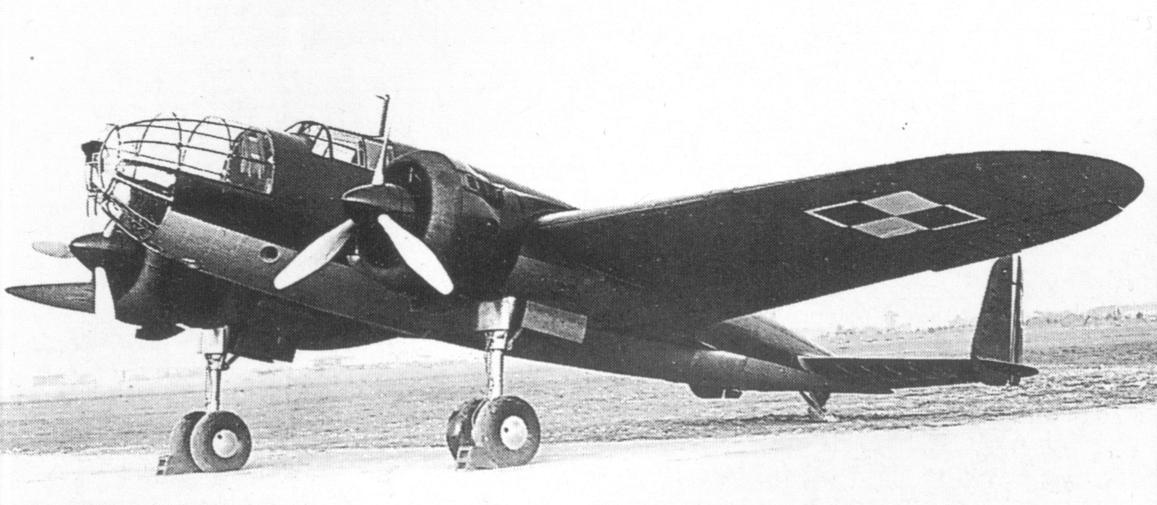
PZL.37 Łoś – samolot bombowy

- Dowództwo Lotnictwa i OPL Armii „Modlin”
  - dowódca – płk pil. Tadeusz Prauss
- dowództwo III/5 dywizjonu myśliwskiego
  - 152 eskadra myśliwska
- 41 eskadra rozpoznawcza
- 53 eskadra obserwacyjna
- pluton łącznikowy nr 11
- 5 kompania balonów obserwacyjnych
- 7 kompania balonów obserwacyjnych

## Galeria

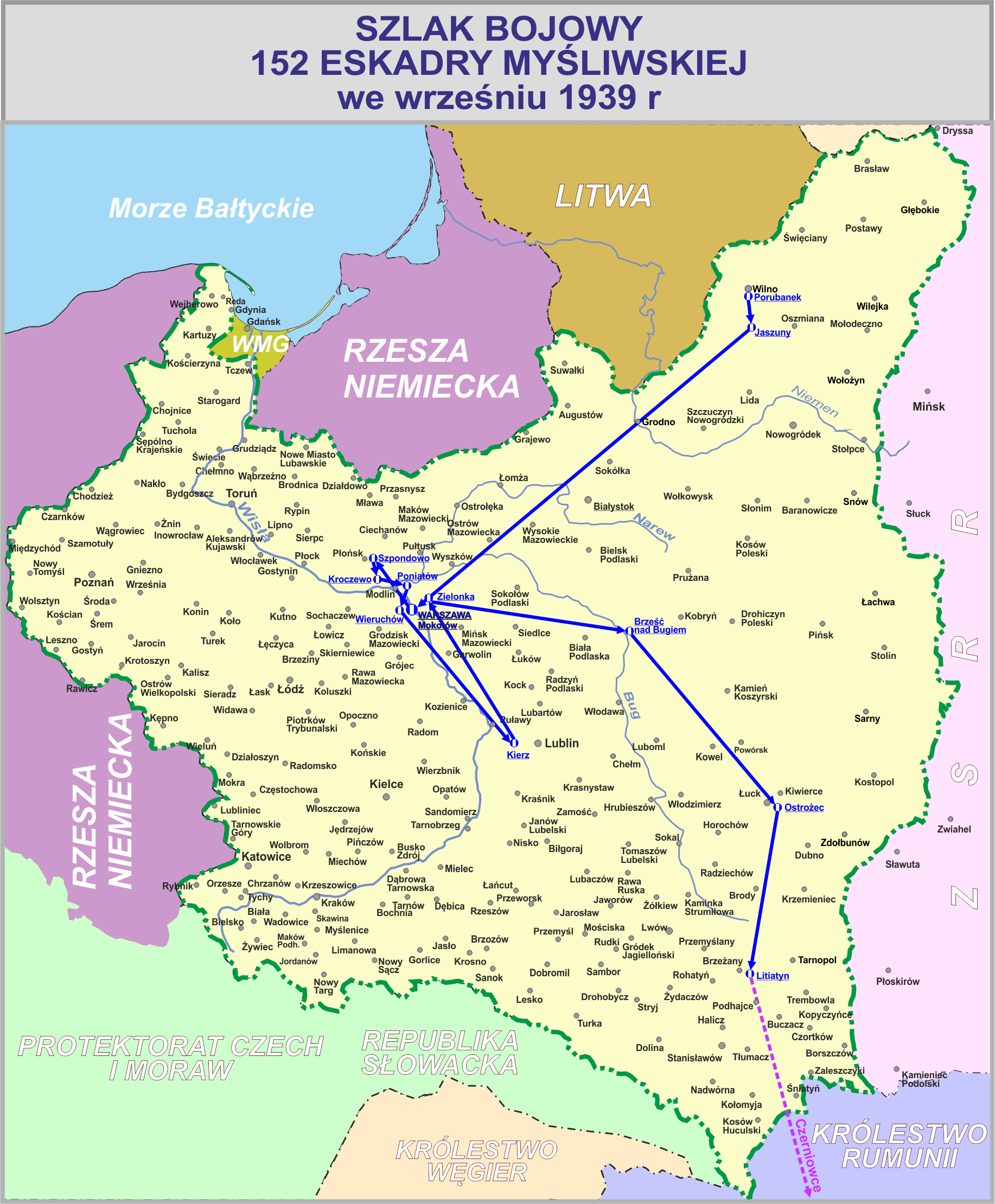
Szlak bojowy 152 Eskadry Myśliwskiej we wrześniu 1939
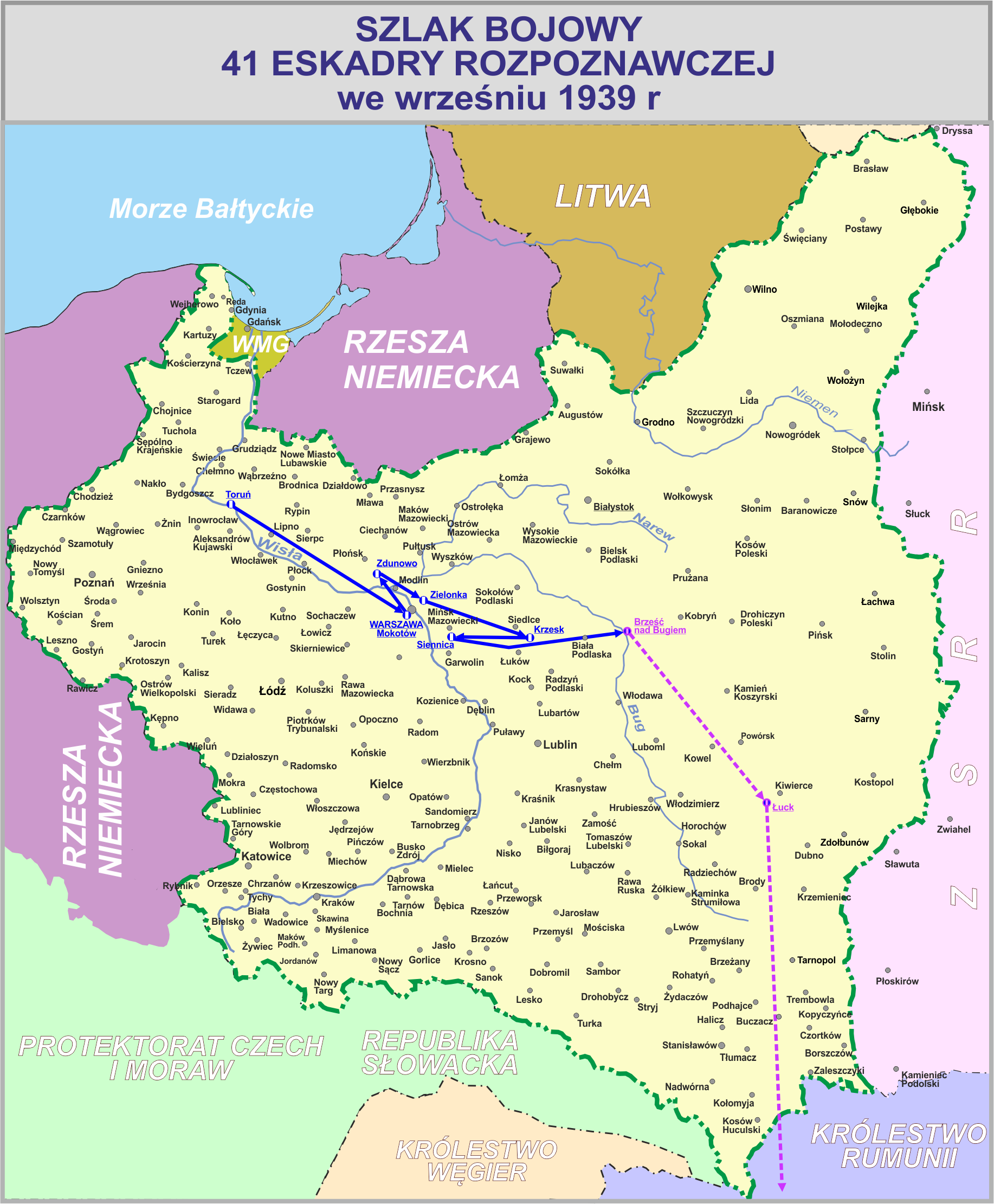
Szlak bojowy 41 Eskadry Rozpoznawczej we wrześniu 1939
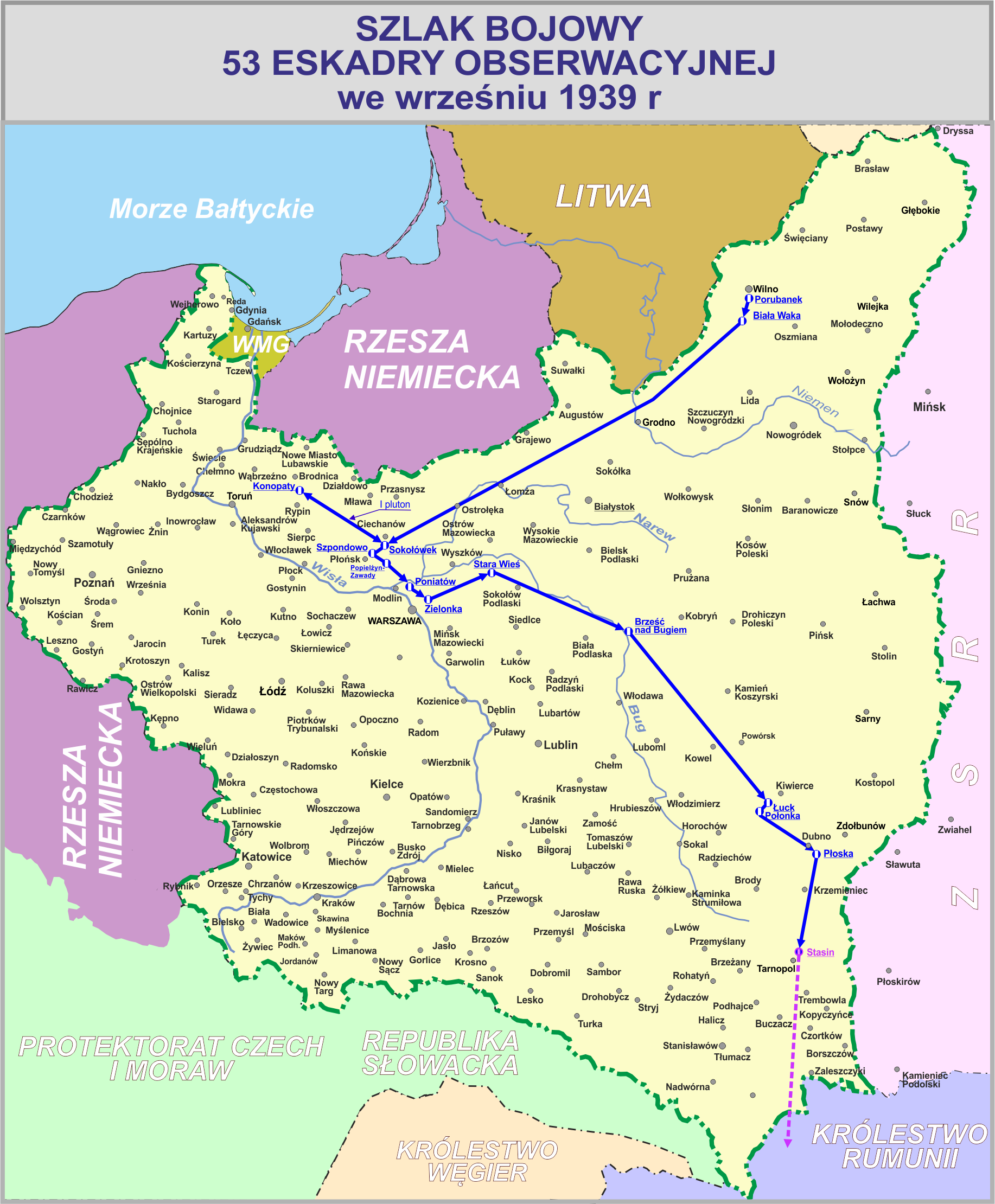
Szlak bojowy 53 Eskadry Obserwacyjnej we wrześniu 1939

## Lotnictwo SGO „Narew”

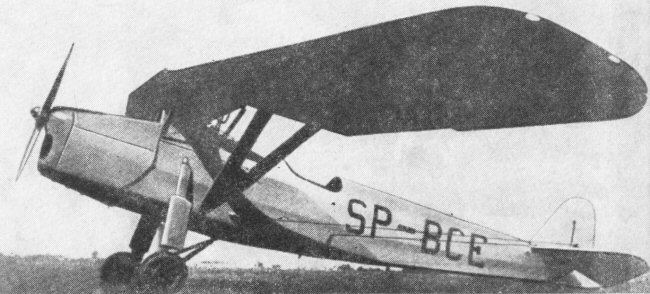
RWD-8 – samolot łącznikowy

- Dowództwo Lotnictwa i OPL SGO „Narew”
  - dowódca – ppłk pil. Stanisław Nazarkiewicz
- 151 eskadra myśliwska
- 51 eskadra rozpoznawcza
- 13 eskadra obserwacyjna
- pluton łącznikowy nr 9

## Galeria

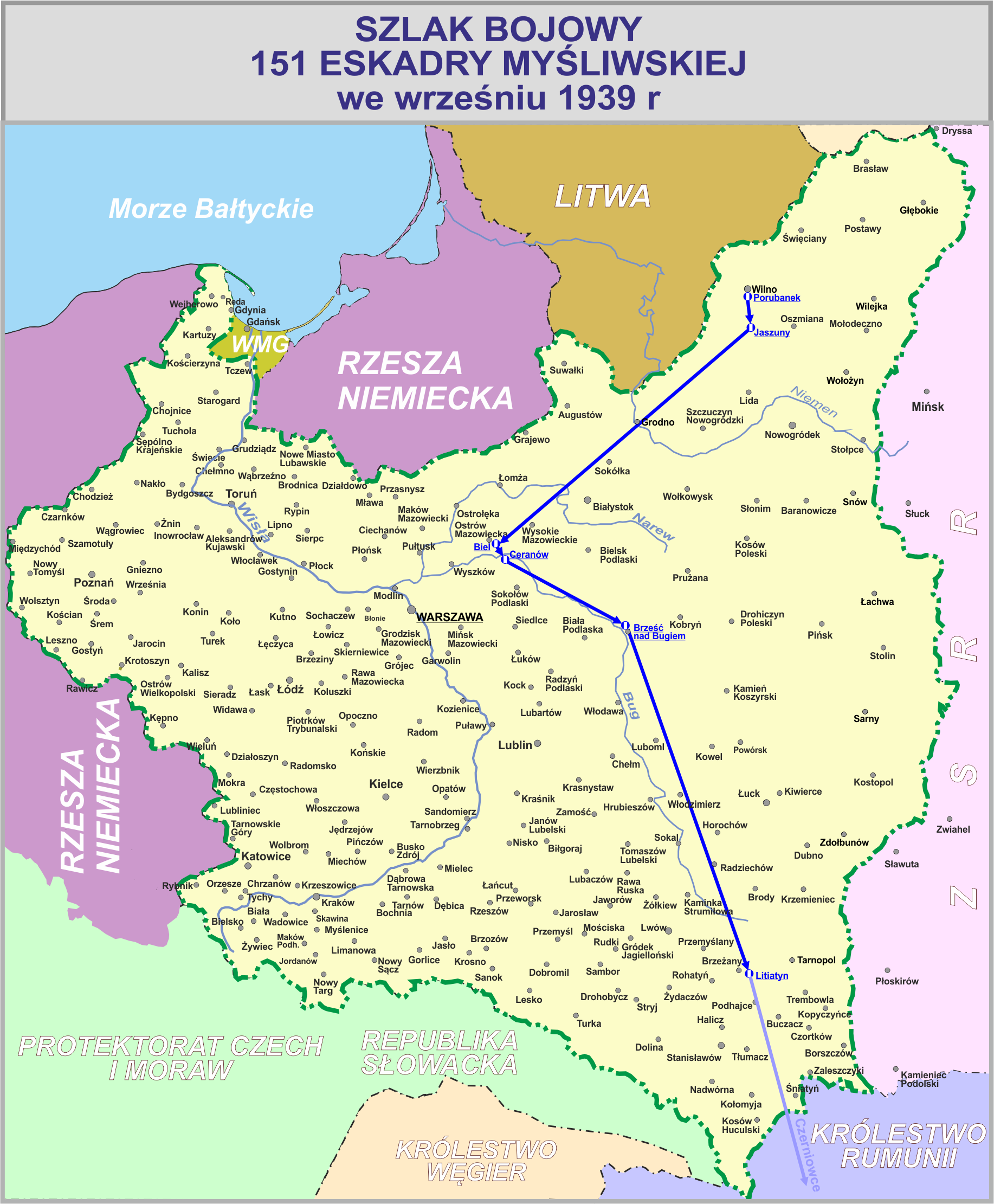
Szlak bojowy 151 Eskadry Myśliwskiej we wrześniu 1939
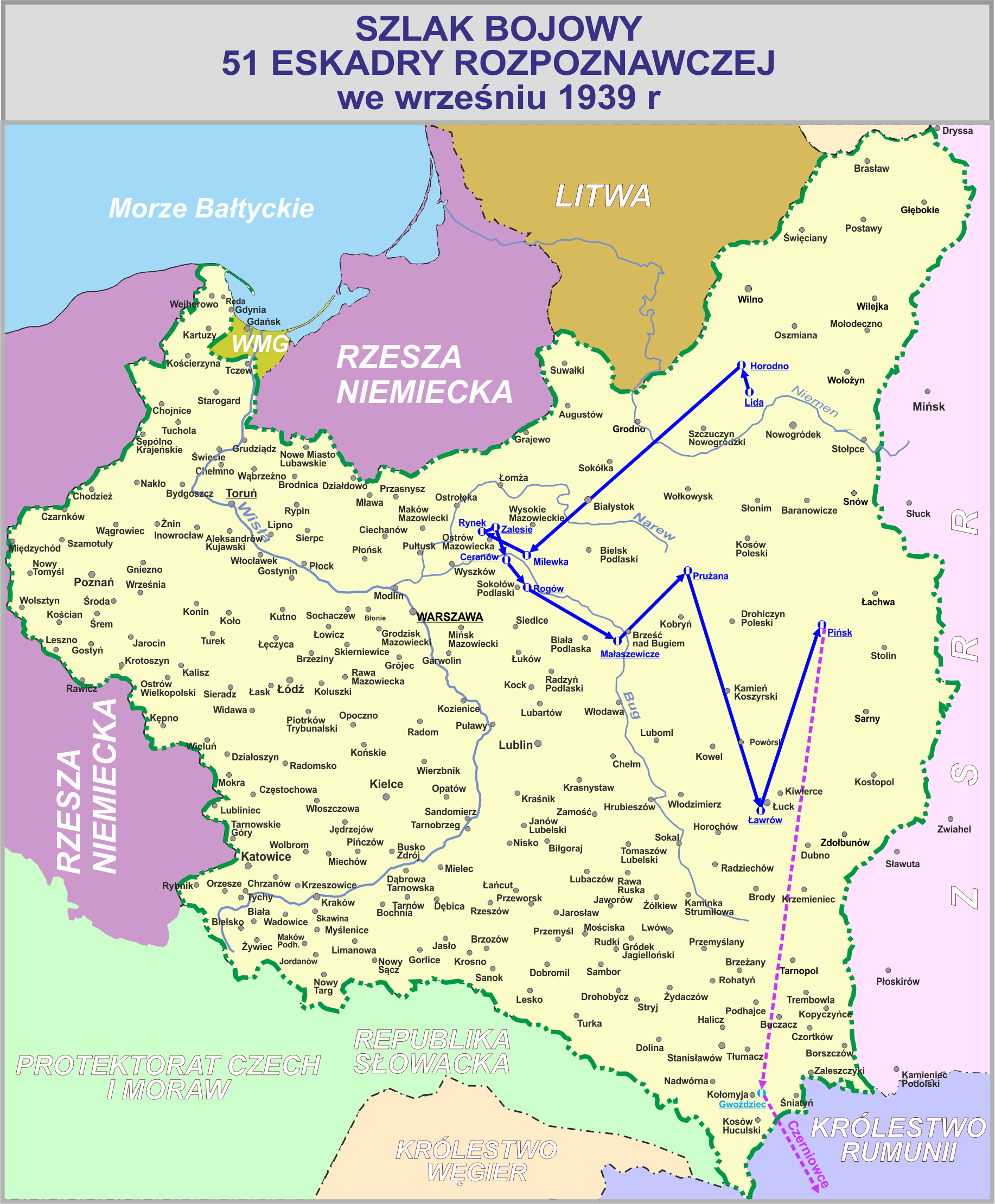
Szlak bojowy 51 Eskadry Rozpoznawczej we wrześniu 1939
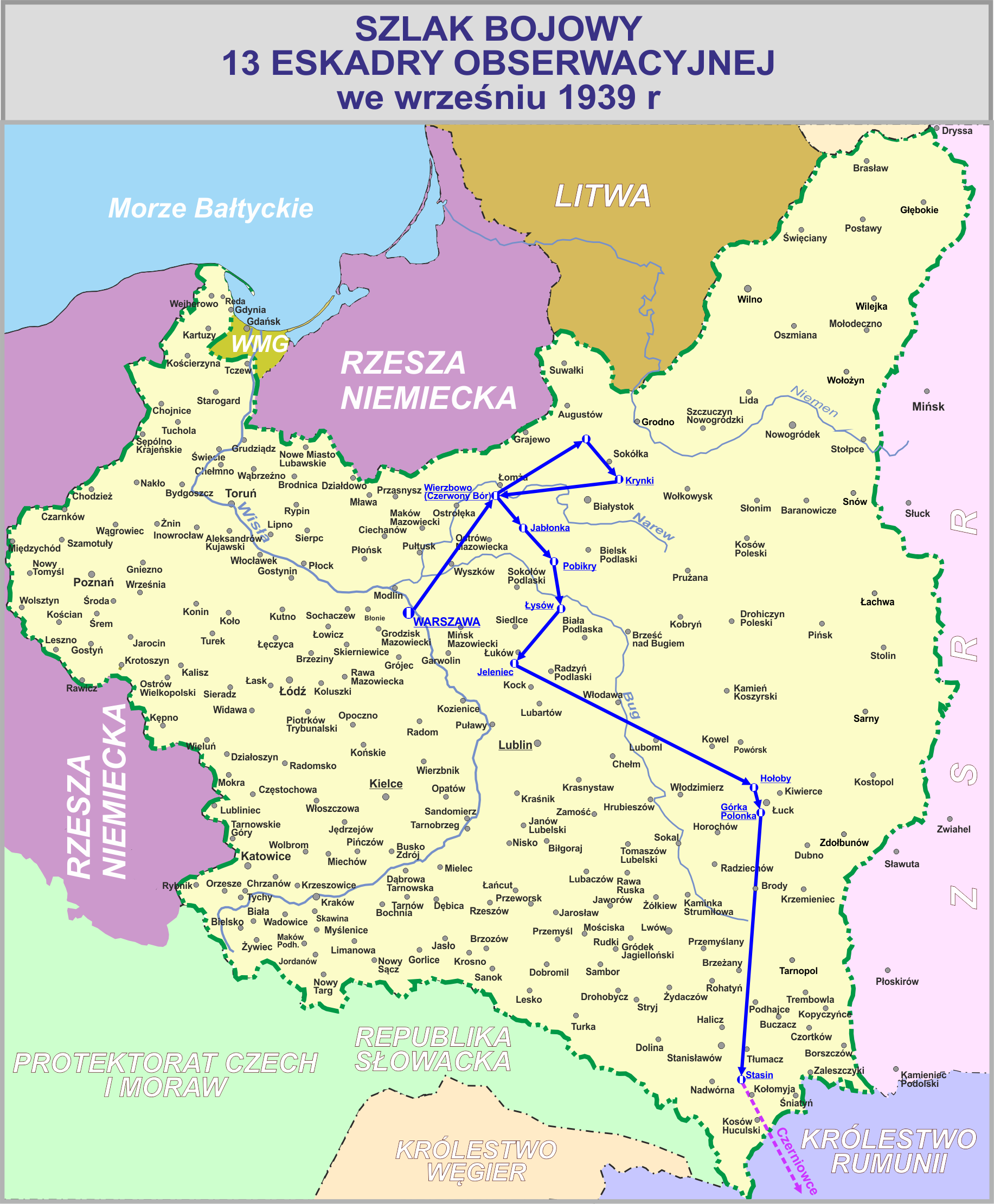
Szlak bojowy 13 Eskadry Obserwacyjnej we wrześniu 1939

## Lotnictwo Armii „Pomorze”

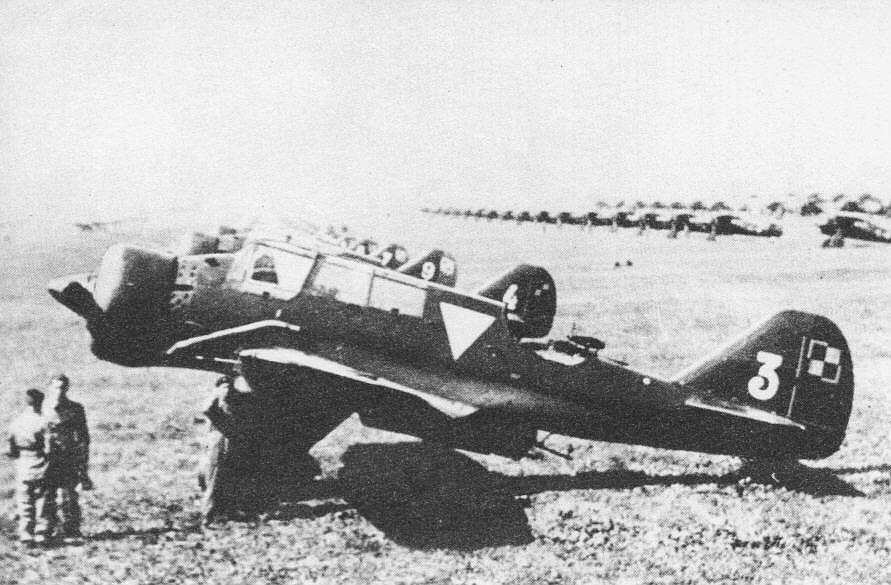
PZL.23 Karaś – lekki samolot bombowy i rozpoznawczy

- Dowództwo Lotnictwa i OPL Armii „Pomorze”
  - dowódca – płk pil. Bolesław Stachoń
- III/4 dywizjon myśliwski
- 42 eskadra rozpoznawcza
- 43 eskadra obserwacyjna
- 46 eskadra obserwacyjna
- pluton łącznikowy nr 7
- pluton łącznikowy nr 8
- 1 kompania balonów obserwacyjnych

## Galeria

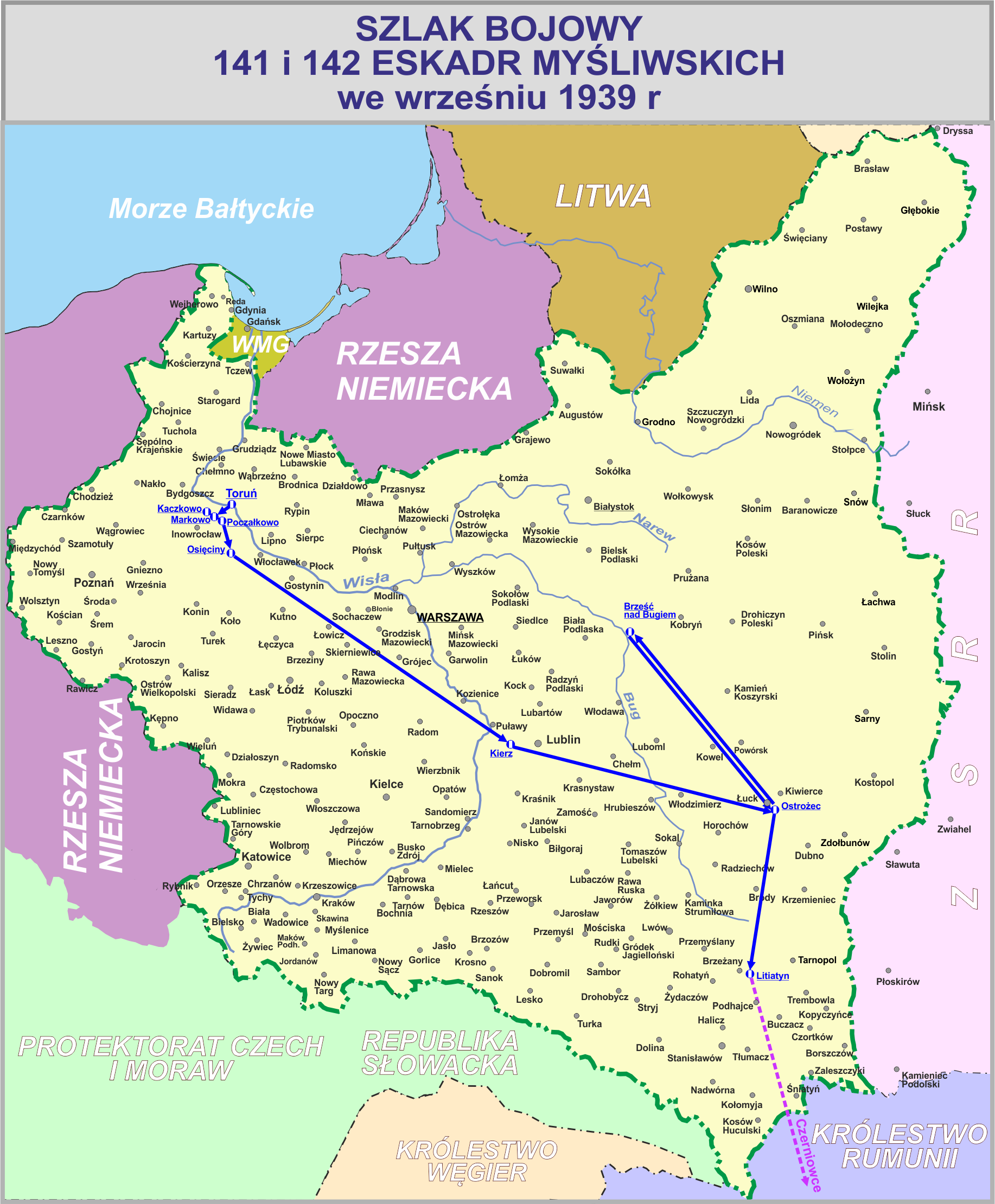
Szlak bojowy III/4 Dywizjonu Myśliwskiego we wrześniu 1939
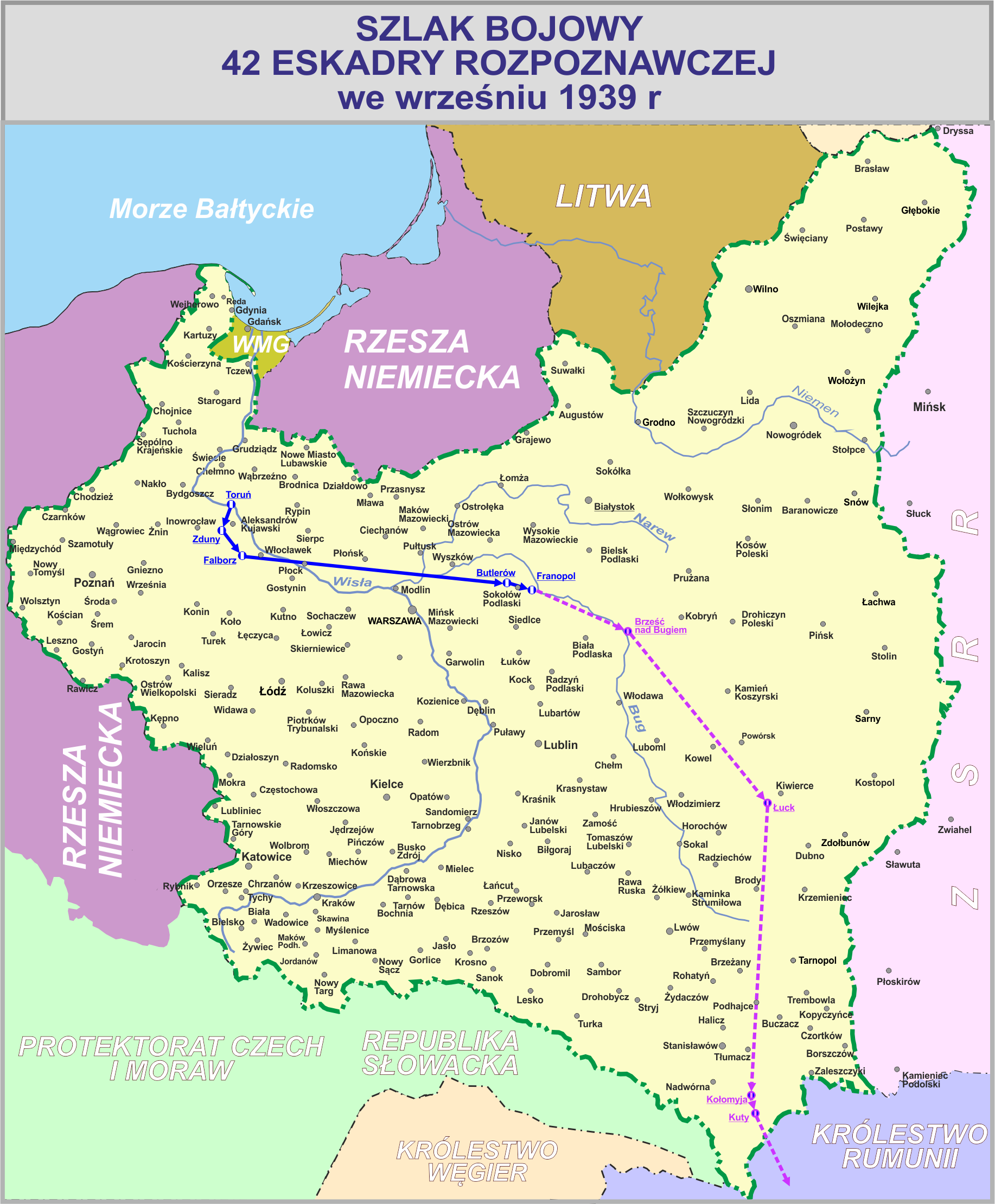
Szlak bojowy 42 Eskadry Rozpoznawczej we wrześniu 1939
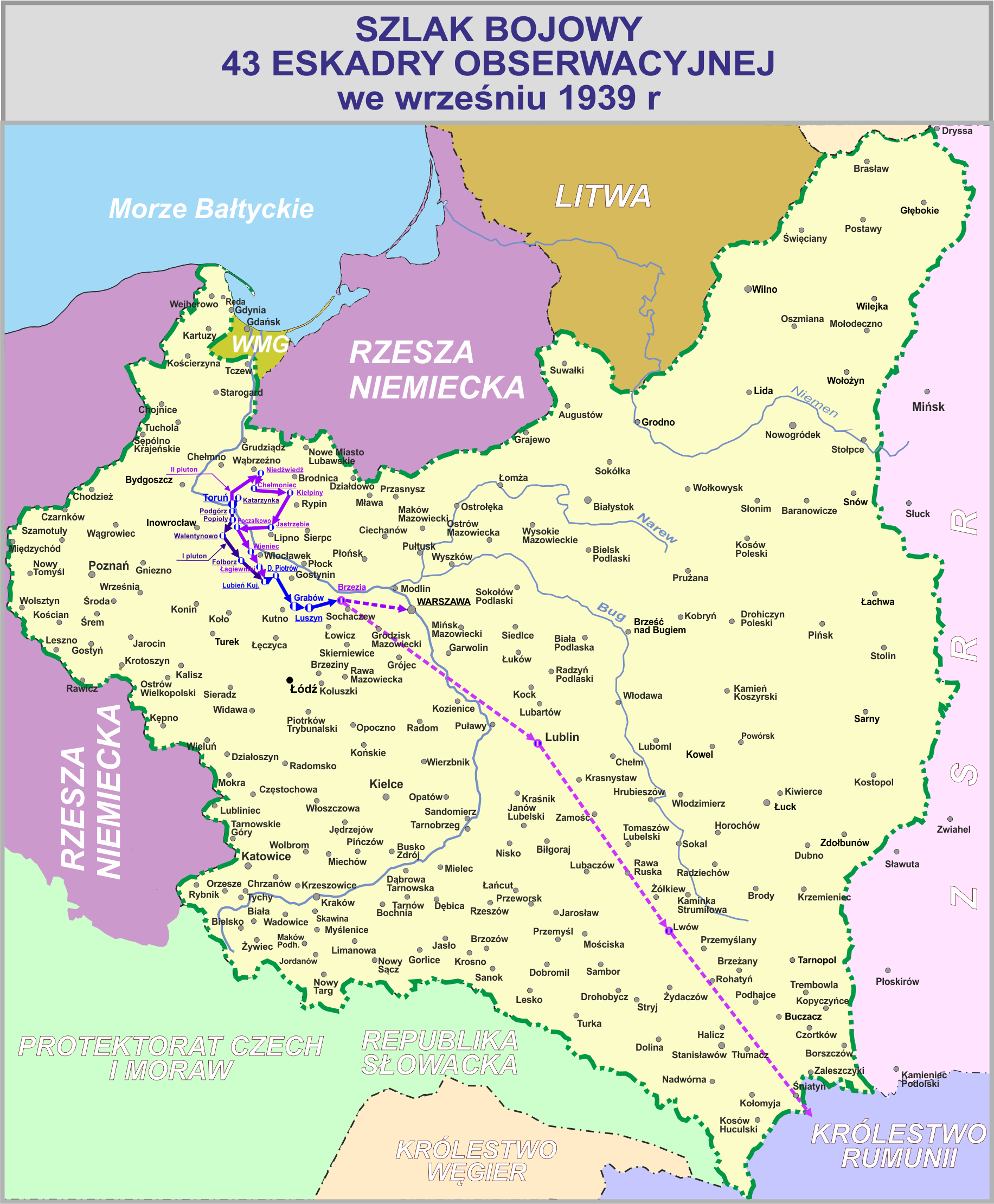
Szlak bojowy 43 Eskadry Obserwacyjnej we wrześniu 1939
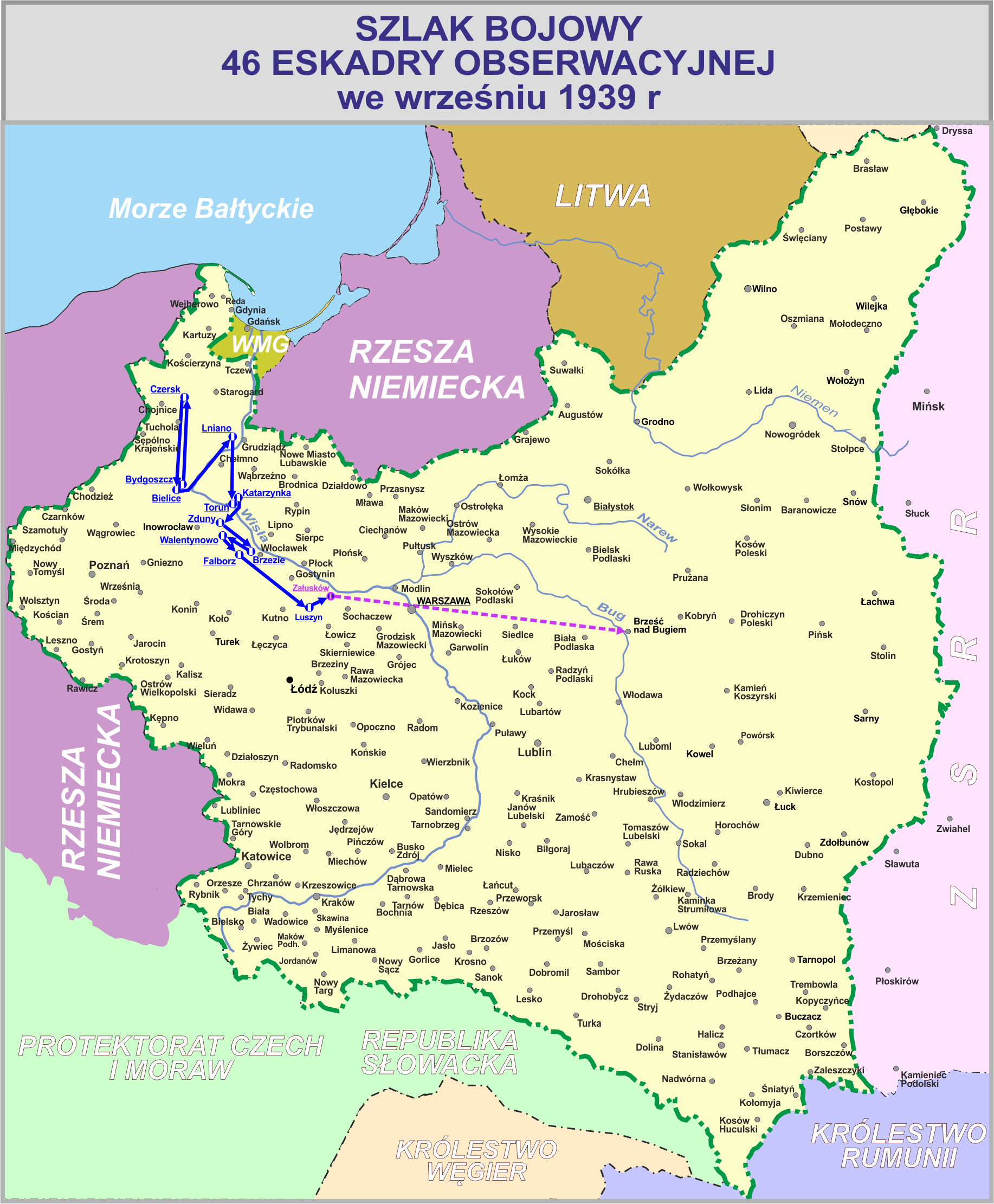
Szlak bojowy 46 Eskadry Obserwacyjnej we wrześniu 1939

## Lotnictwo Armii „Poznań”

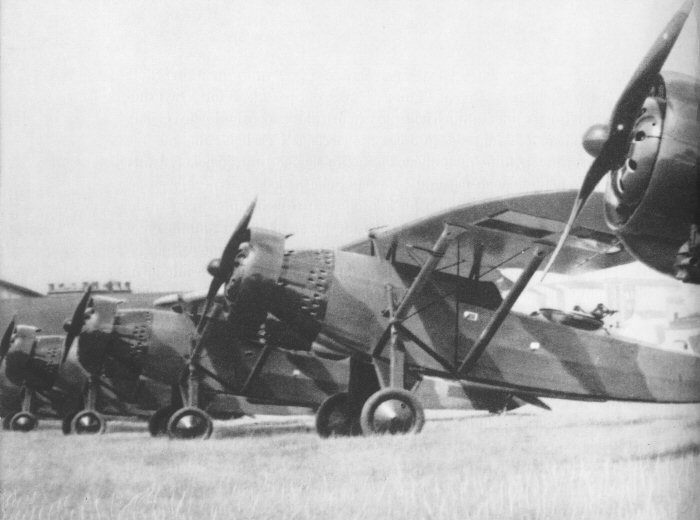
Lublin R.XIII – samolot obserwacyjny

- Dowództwo Lotnictwa i OPL Armii „Poznań”
  - dowódca – płk dypl. pil. inż. Stanisław Kuźmiński
- III/3 dywizjon myśliwski
- 34 eskadra rozpoznawcza
- 33 eskadra obserwacyjna
- 36 eskadra obserwacyjna
- pluton łącznikowy nr 6
- 4 kompania balonów obserwacyjnych

## Galeria

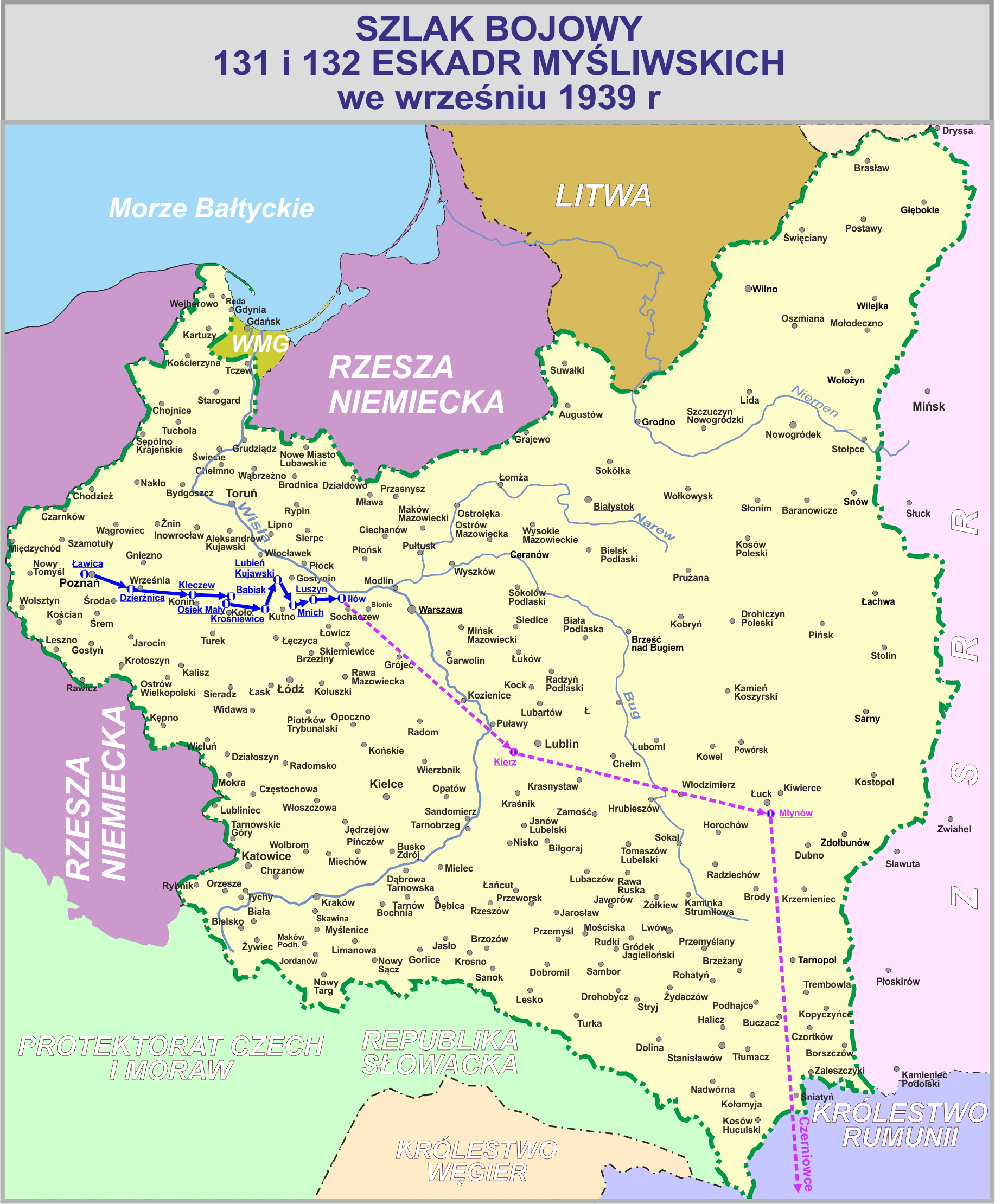
Szlak bojowy III/3 Dywizjonu Myśliwskiego we wrześniu 1939
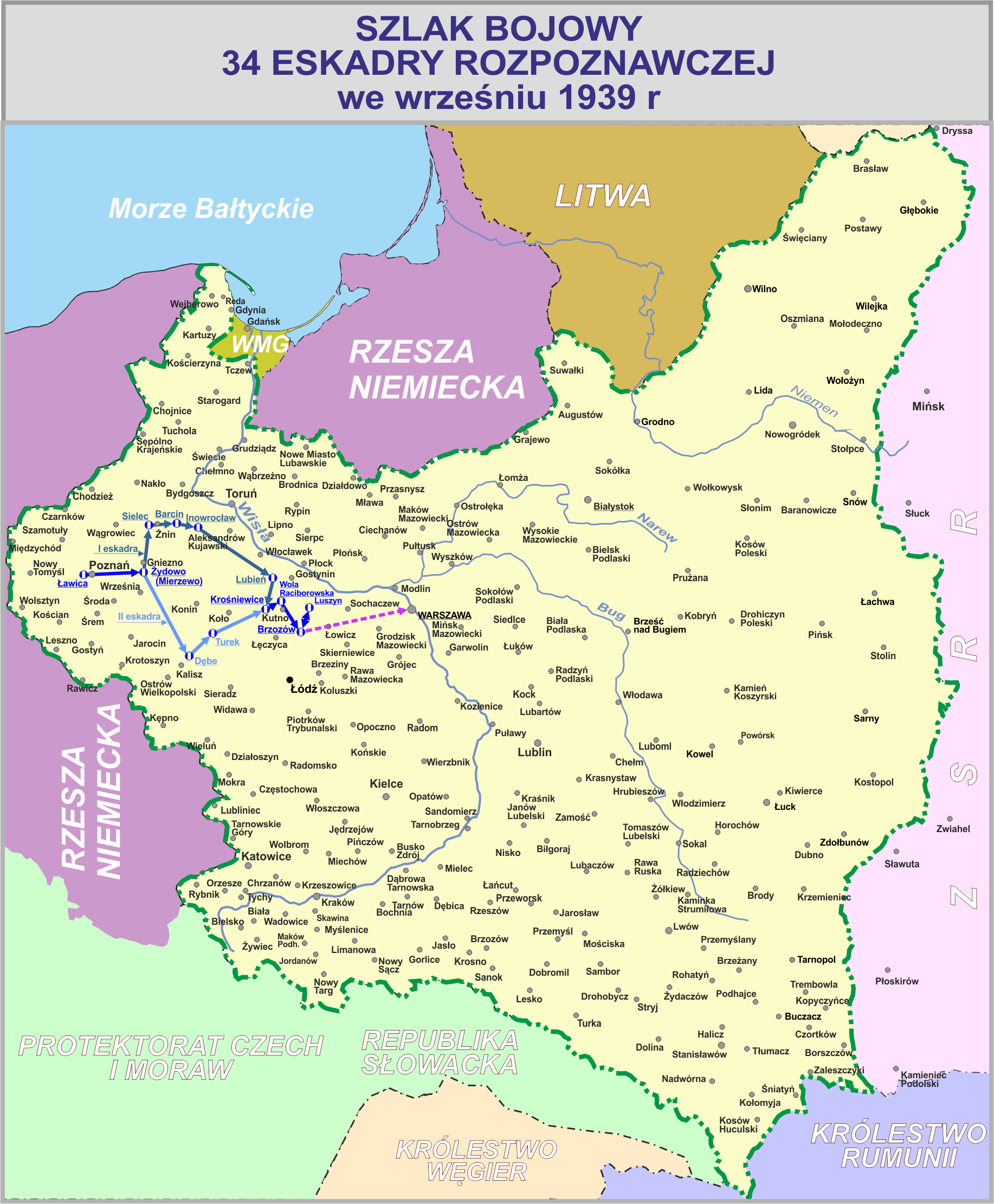
Szlak bojowy 34 Eskadry Rozpoznawczej we wrześniu 1939
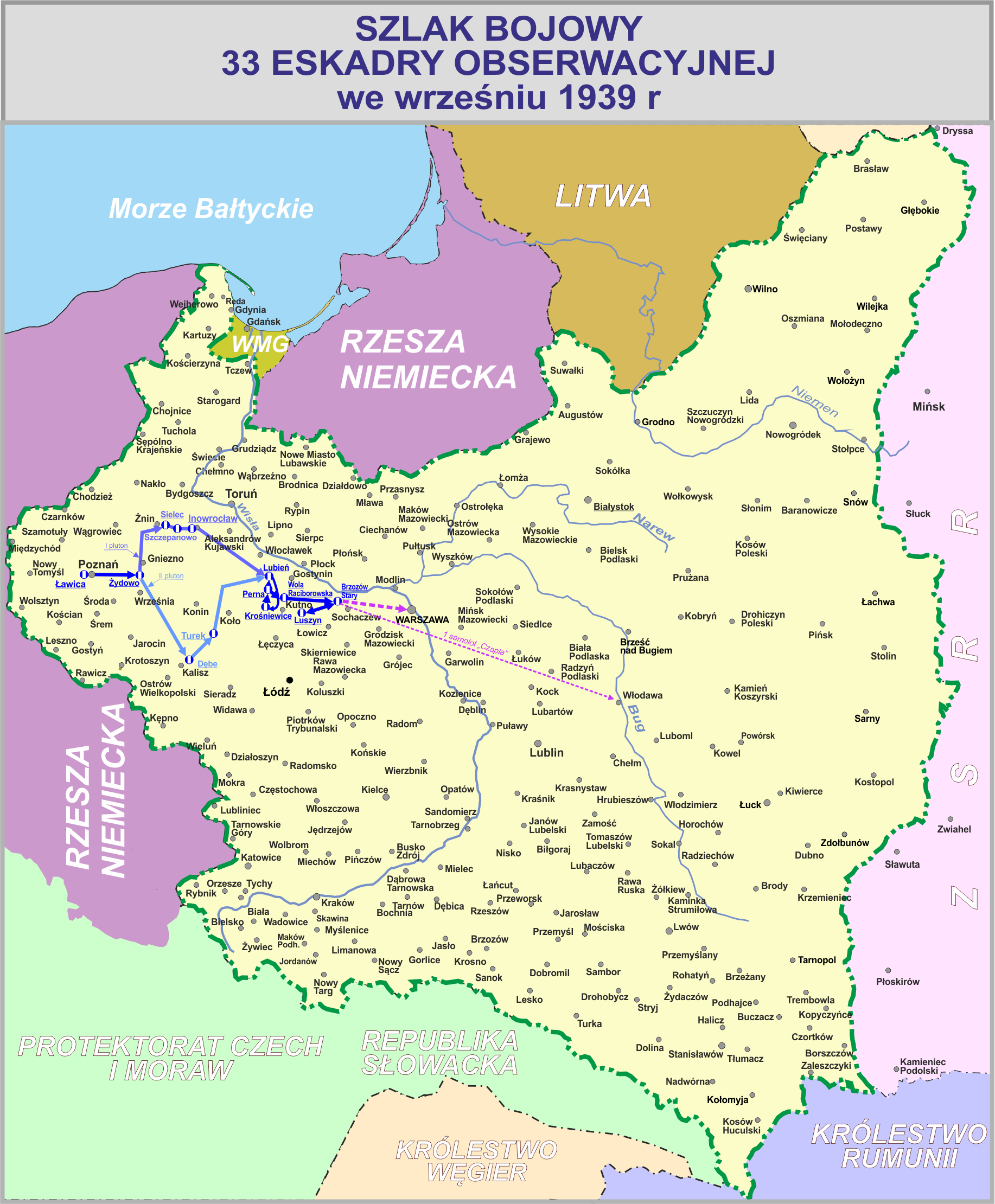
Szlak bojowy 33 Eskadry Obserwacyjnej we wrześniu 1939
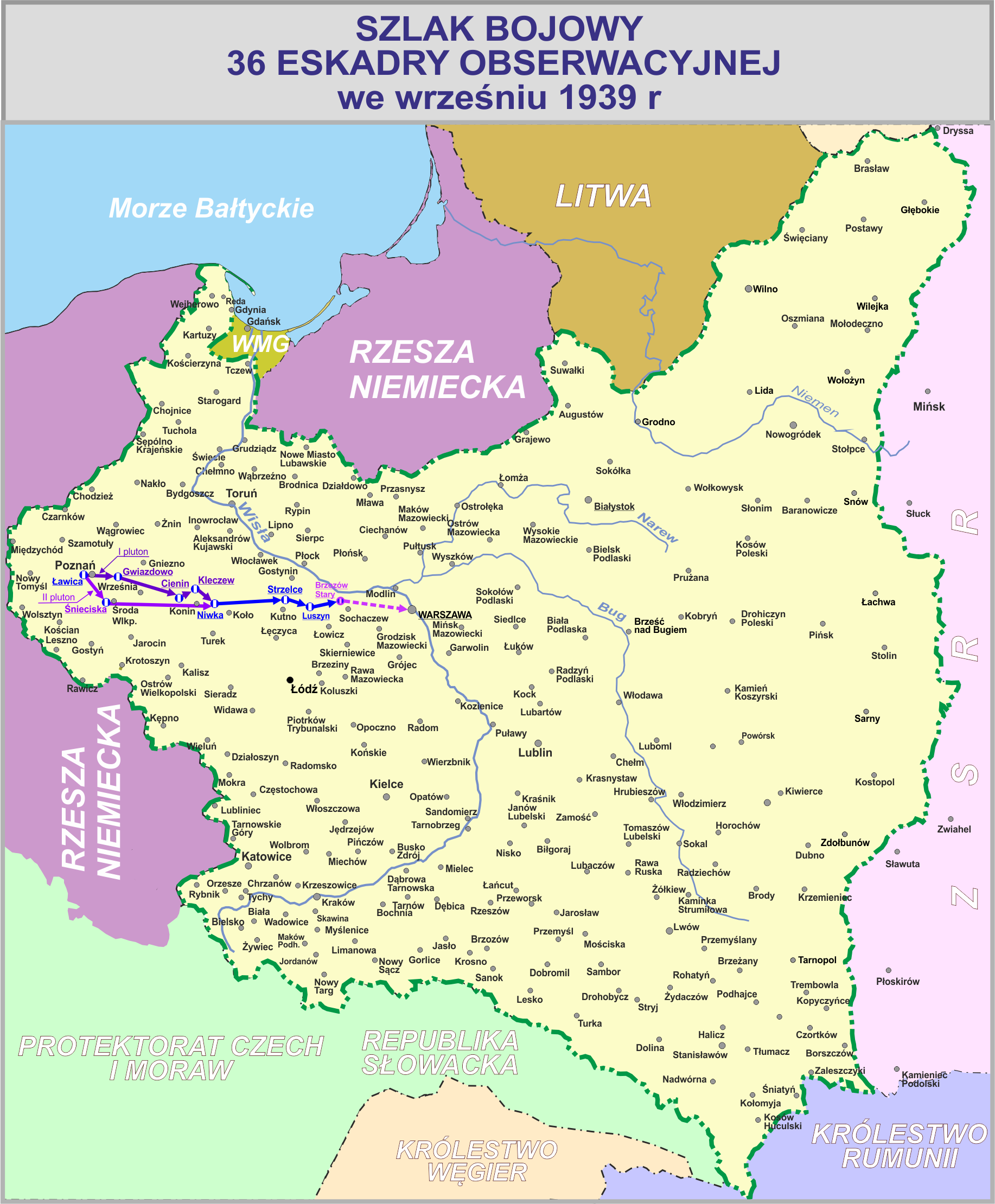
Szlak bojowy 36 Eskadry Obserwacyjnej we wrześniu 1939

## Lotnictwo Armii „Łódź”
- Dowództwo Lotnictwa i OPL Armii „Łódź”
  - dowódca – płk pil. Wacław Iwaszkiewicz
- III/6 dywizjon myśliwski
- 32 eskadra rozpoznawcza
- 63 eskadra obserwacyjna
- 66 eskadra obserwacyjna
- pluton łącznikowy nr 10
- 3 kompania balonów obserwacyjnych

## Galeria

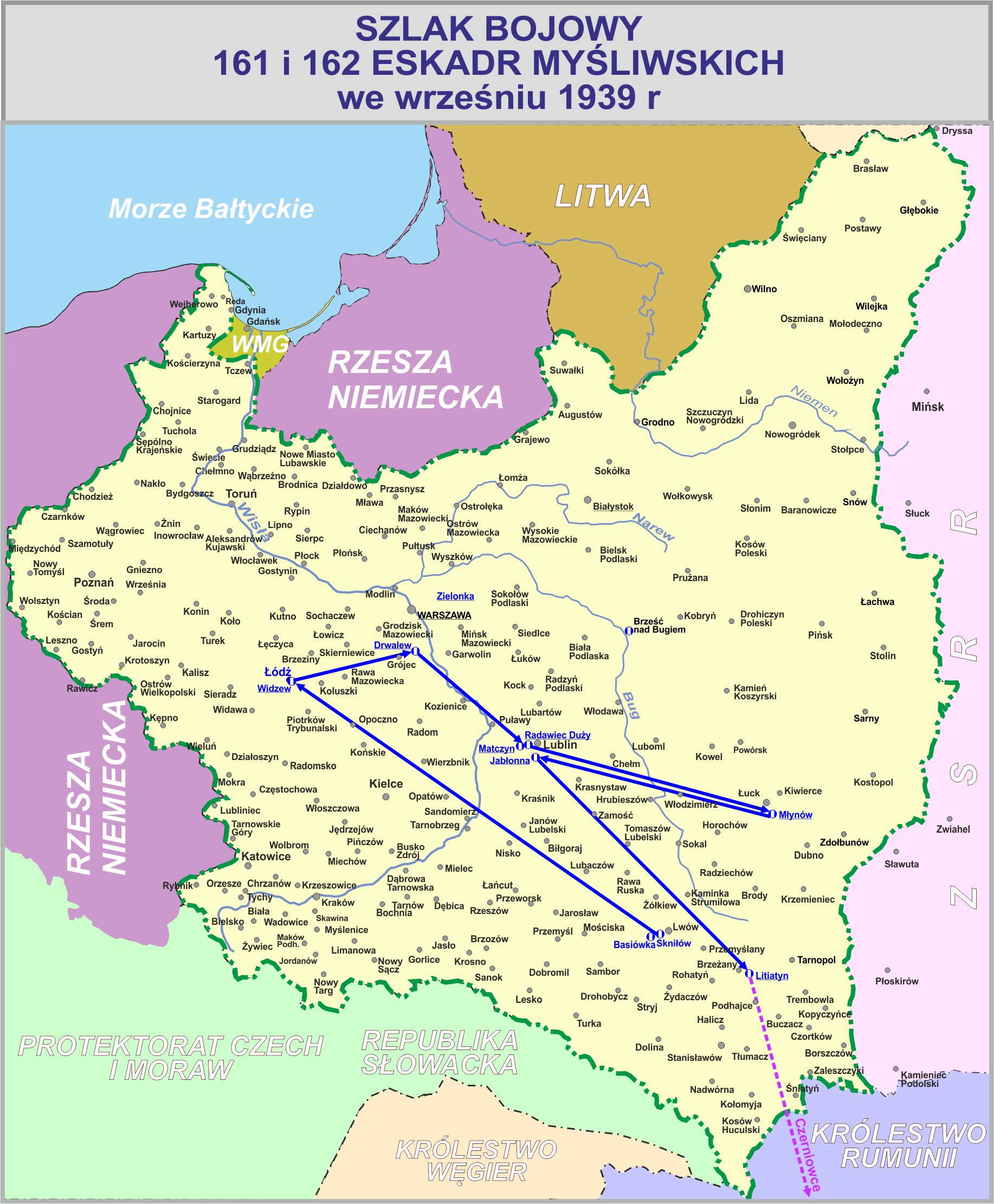
Szlak bojowy III/6 Dywizjonu Myśliwskiego we wrześniu 1939
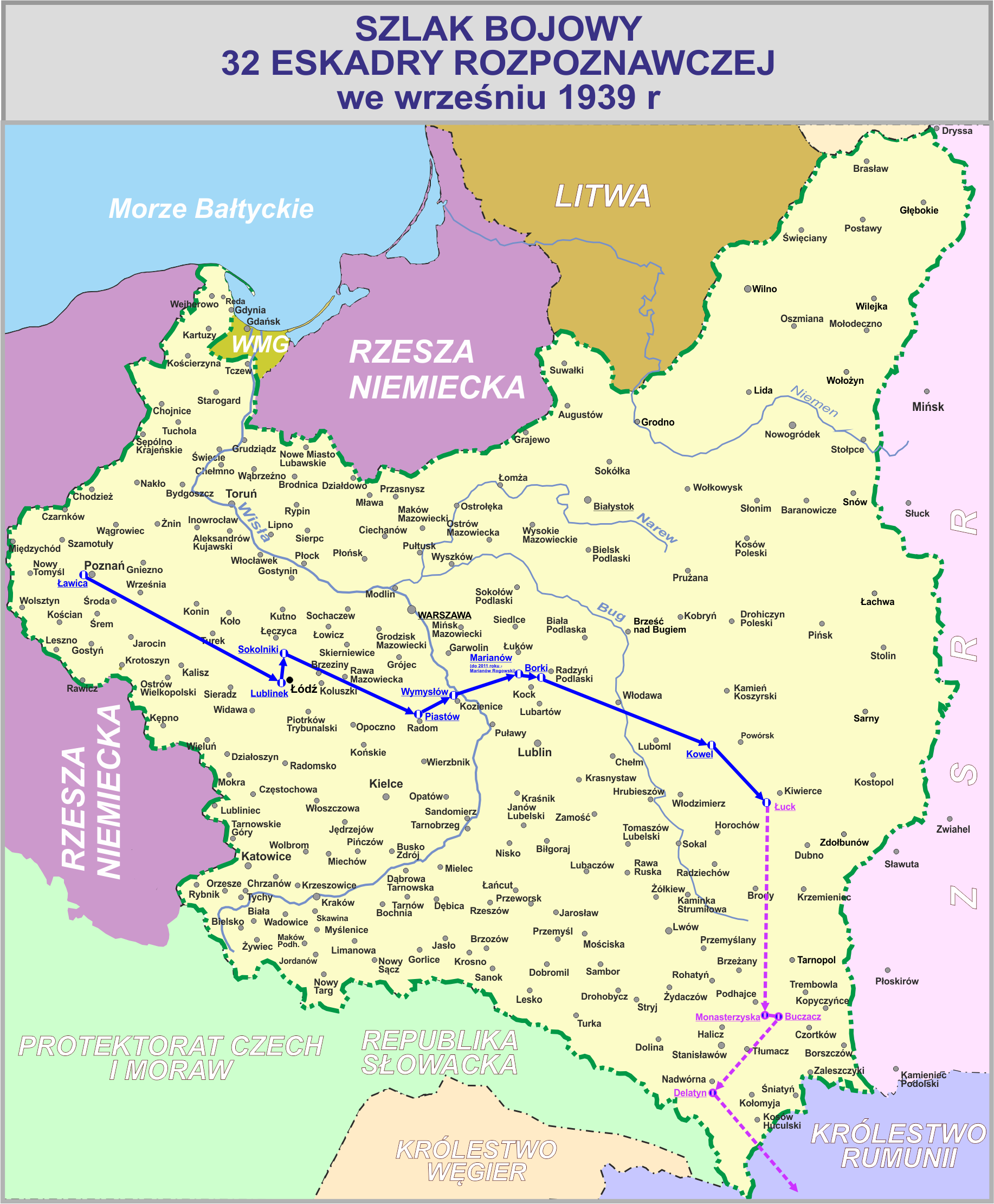
Szlak bojowy 32 Eskadry Rozpoznawczej we wrześniu 1939
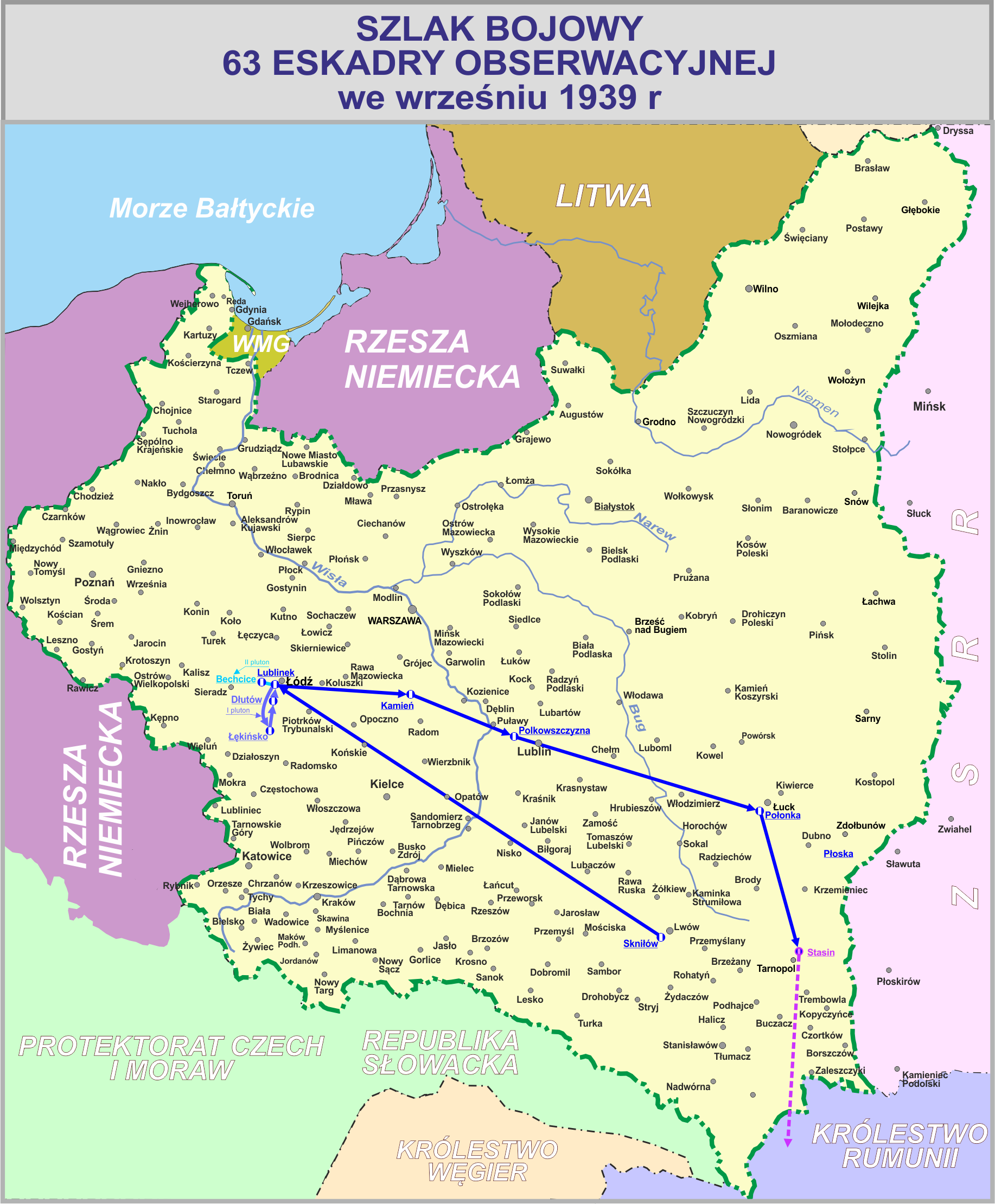
Szlak bojowy 63 Eskadry Obserwacyjnej we wrześniu 1939
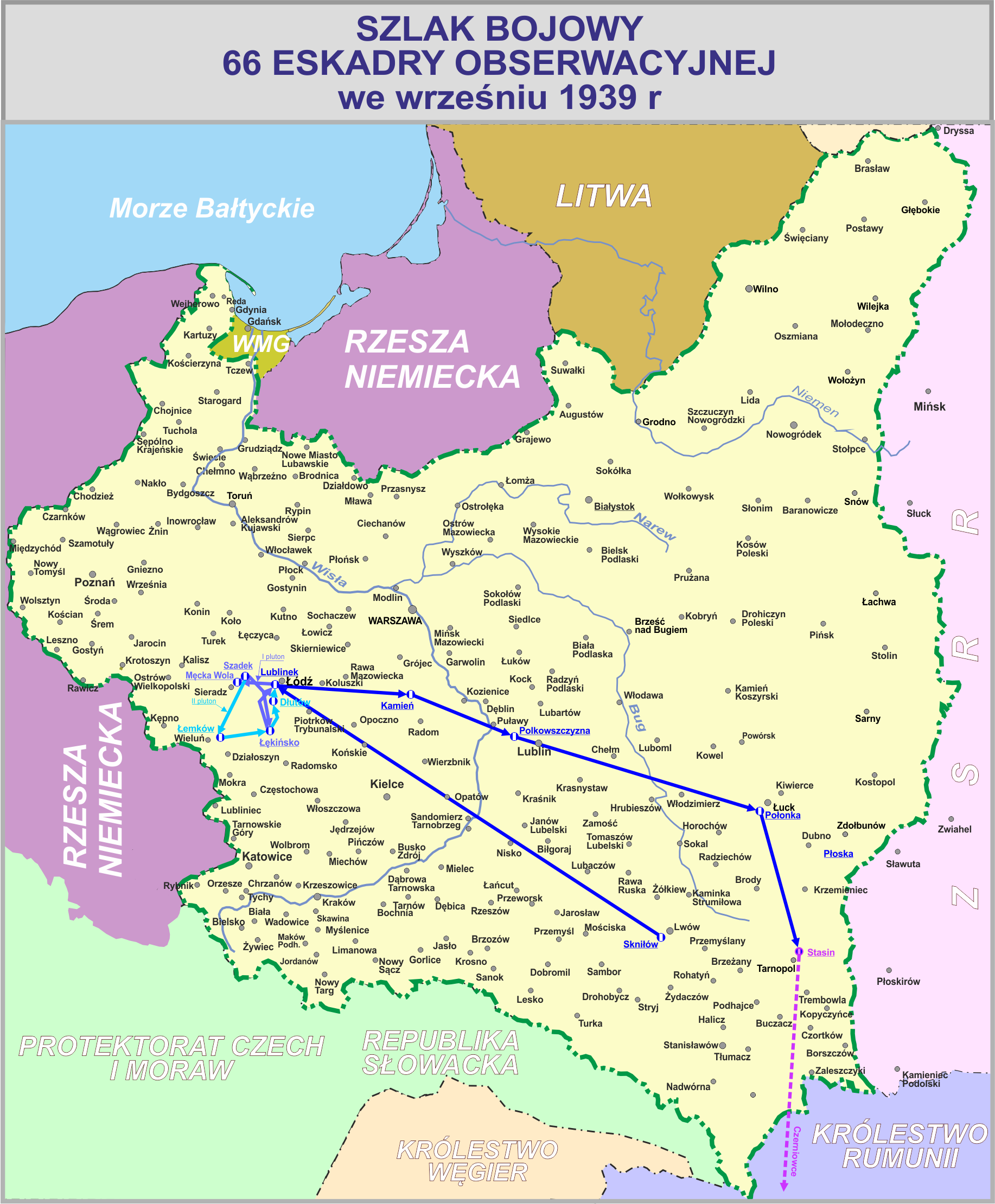
Szlak bojowy 66 Eskadry Obserwacyjnej we wrześniu 1939

## Lotnictwo Armii „Kraków”
- Dowództwo Lotnictwa i OPL Armii „Kraków”
  - dowódca – płk obs. Stefan Sznuk
- III/2 dywizjon myśliwski
- 24 eskadra rozpoznawcza
- 23 eskadra obserwacyjna
- 26 eskadra obserwacyjna
- pluton łącznikowy nr 3

## Galeria

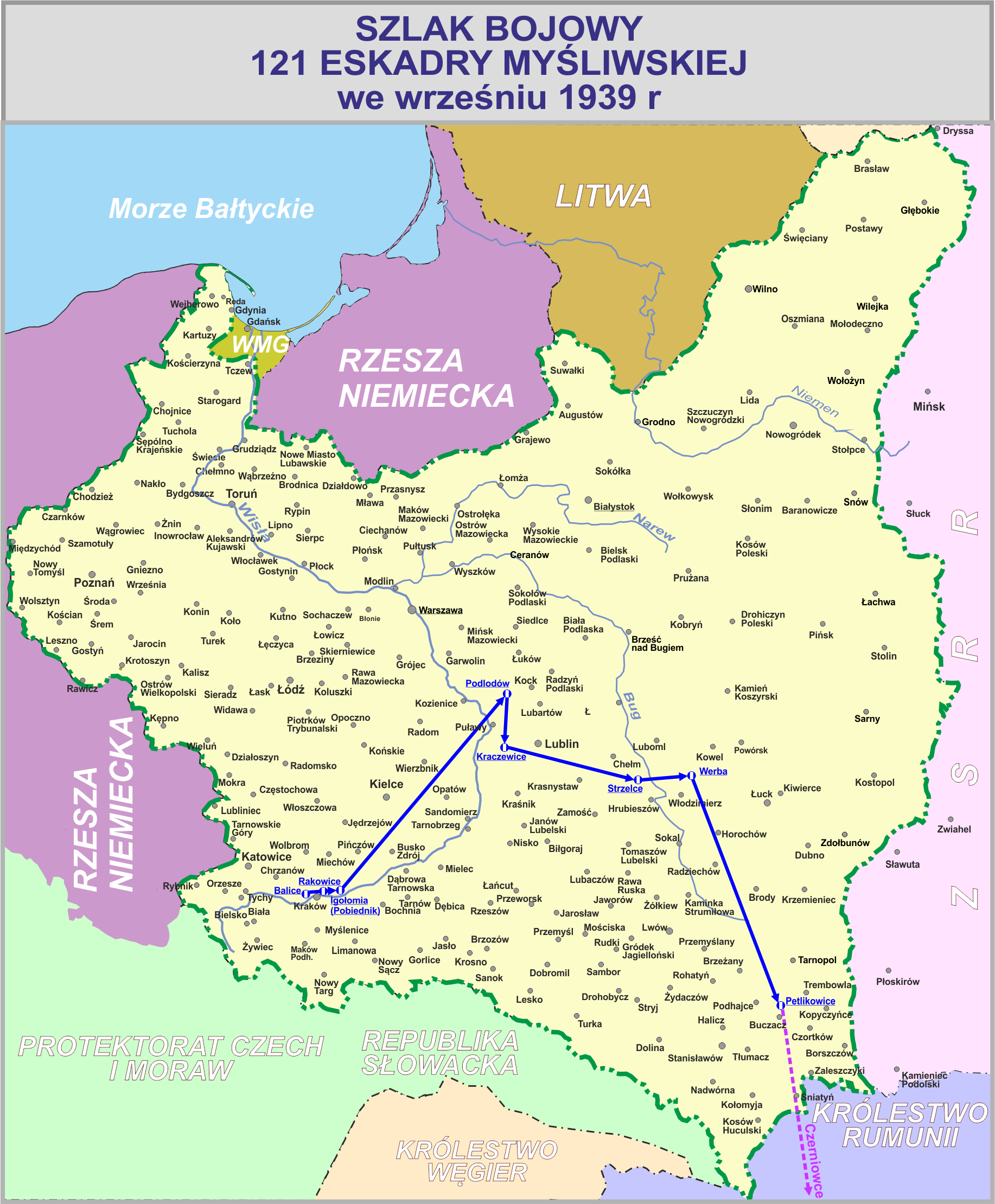
Szlak bojowy 121 Eskadry Myśliwskiej we wrześniu 1939
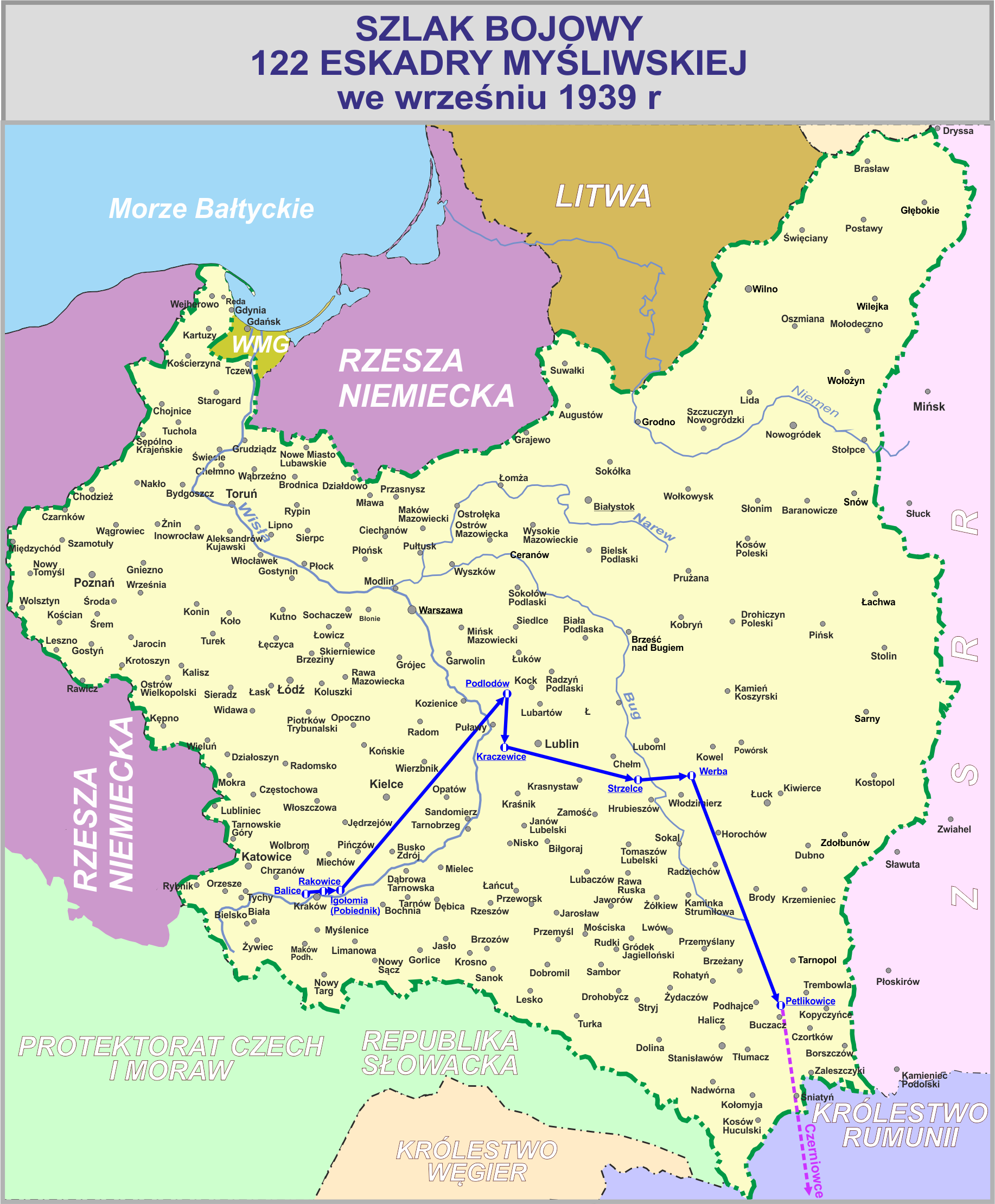
Szlak bojowy 122 Eskadry Myśliwskiej we wrześniu 1939
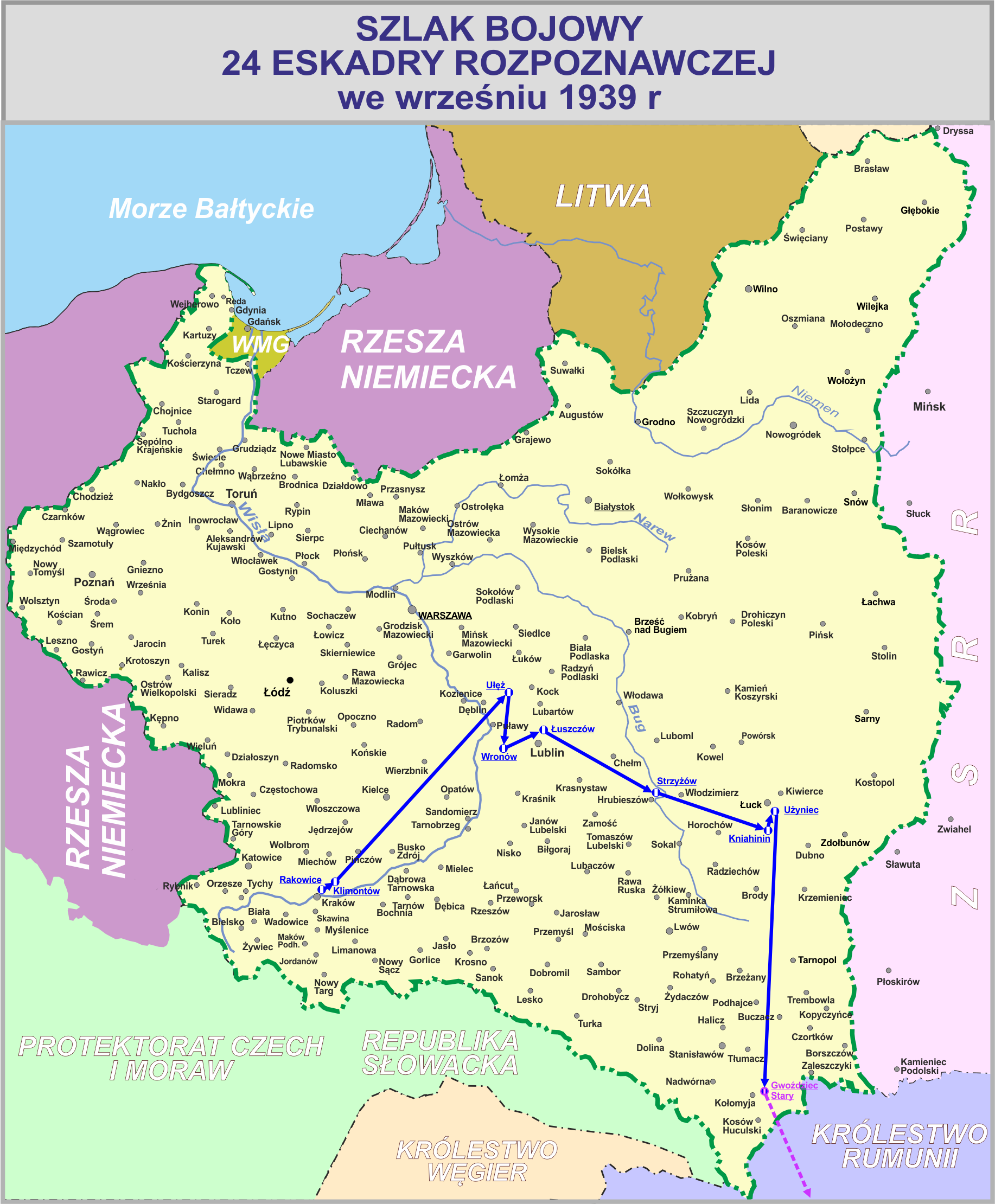
Szlak bojowy 24 Eskadry Rozpoznawczej we wrześniu 1939
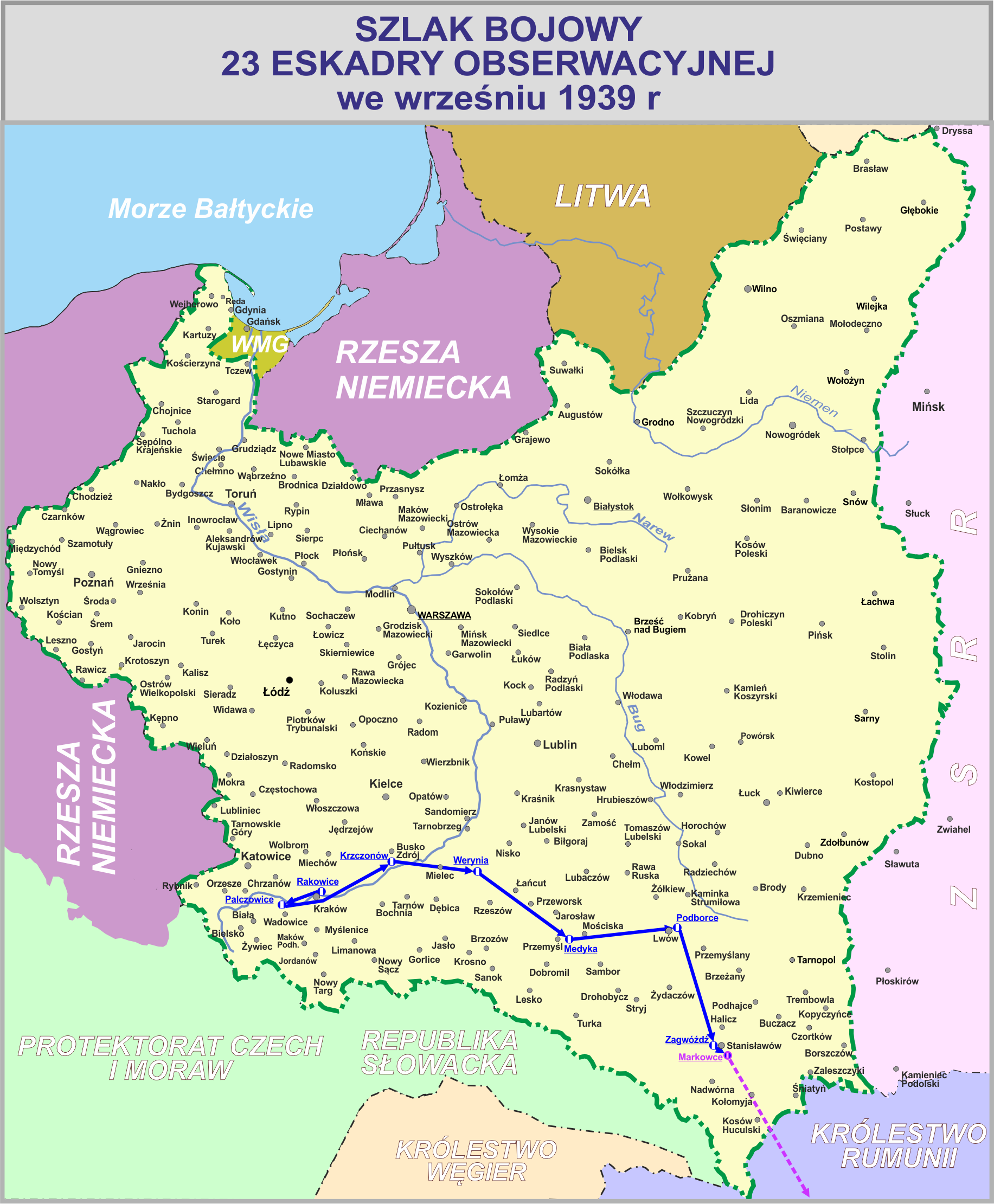
Szlak bojowy 23 Eskadry Obserwacyjnej we wrześniu 1939
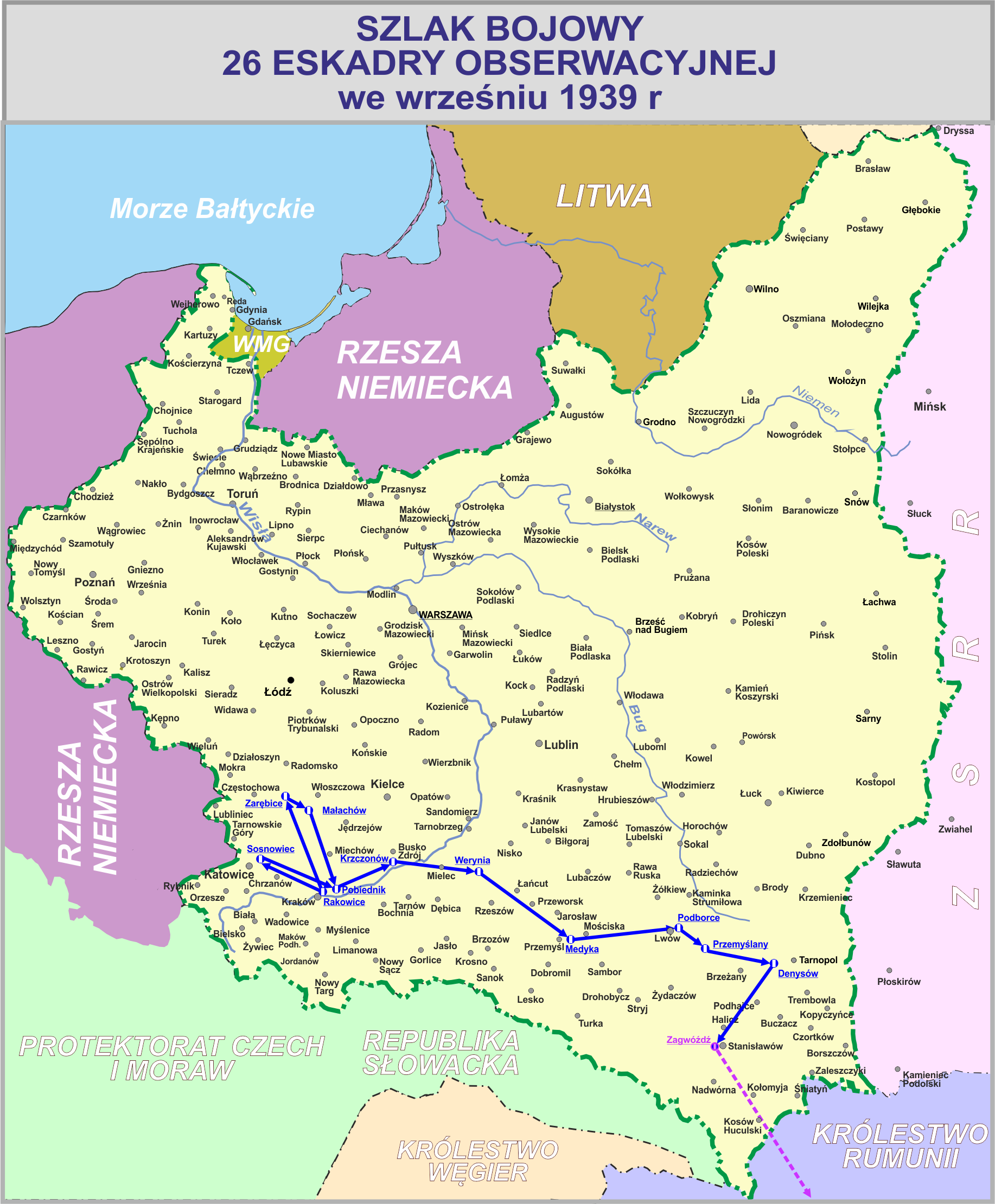
Szlak bojowy 26 Eskadry Obserwacyjnej we wrześniu 1939

## Lotnictwo Armii „Karpaty”
- Dowództwo Lotnictwa i OPL Armii „Karpaty”
  - dowódca – ppłk dypl.pil. Olgierd Tuskiewicz
- 31 eskadra rozpoznawcza
- 56 eskadra obserwacyjna
- pluton łącznikowy nr 5

## Galeria

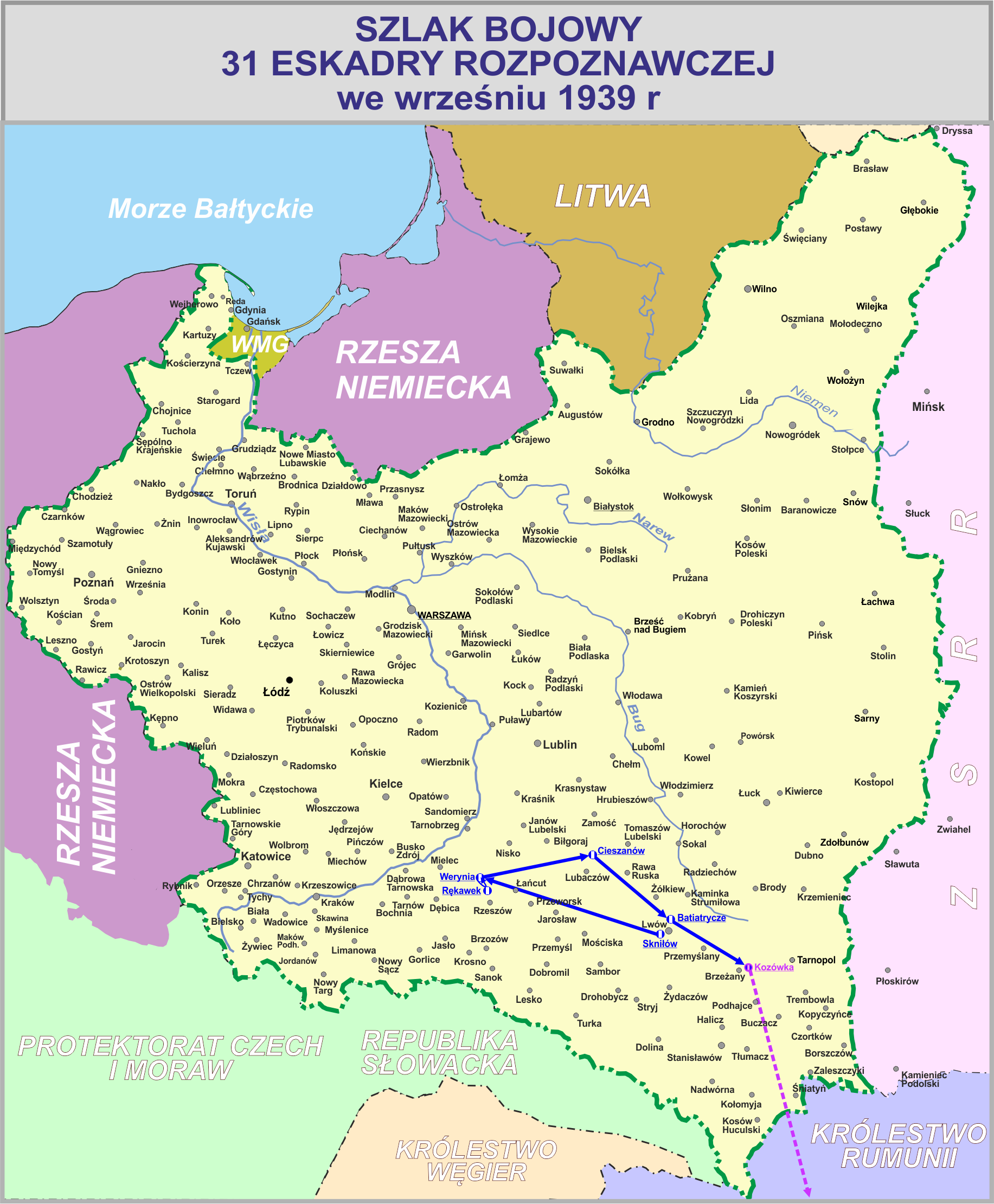
Szlak bojowy 31 Eskadry Rozpoznawczej we wrześniu 1939
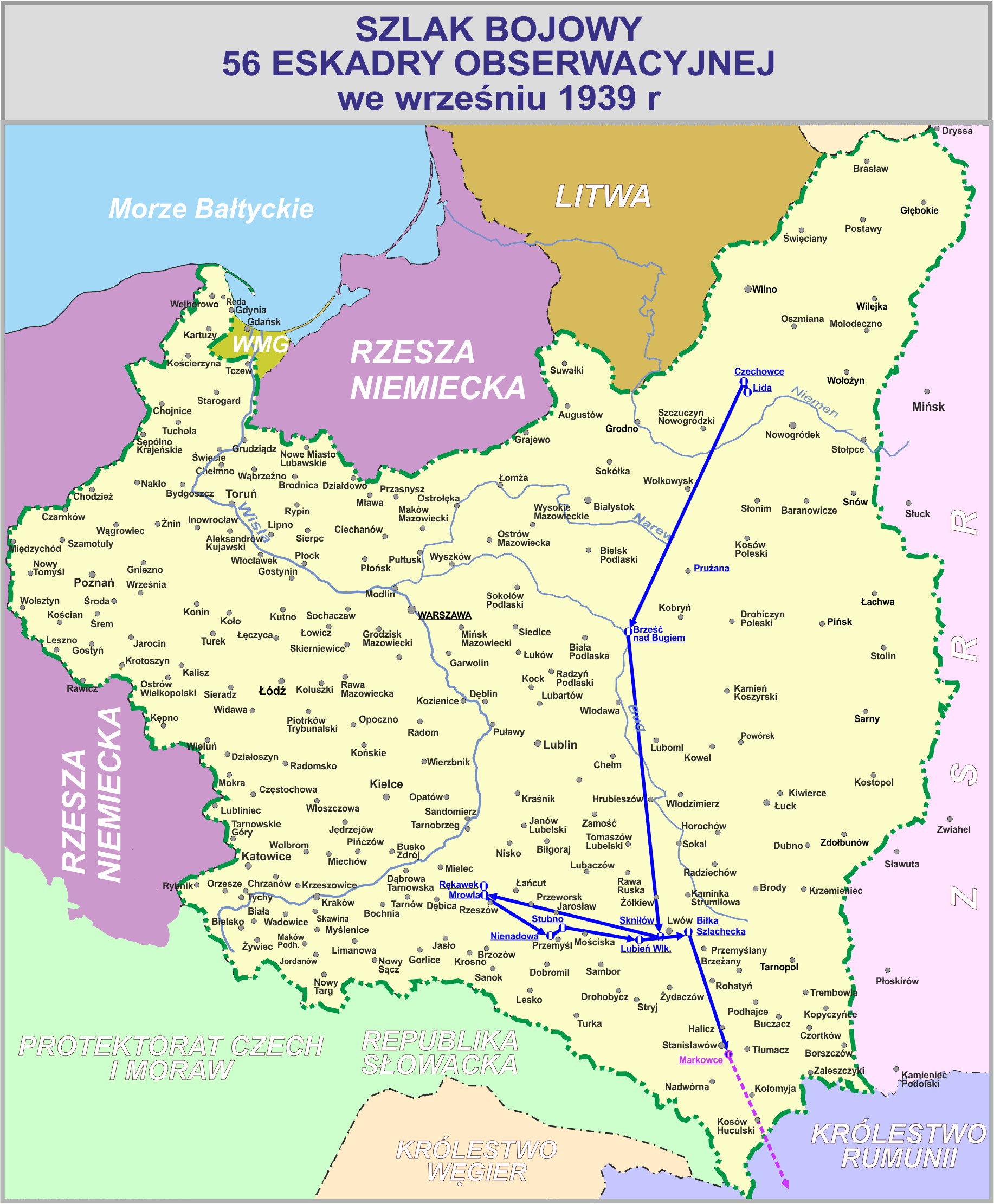
Szlak bojowy 56 Eskadry Obserwacyjnej we wrześniu 1939

## Lotnictwo Armii „Prusy”
- Dowództwo Lotnictwa i OPL Armii „Prusy”
  - dowódca – płk pil. Jerzy Garbiński
- 2 kompania balonów obserwacyjnych

## Lotnictwo Floty i Obrony Wybrzeża
- Morski dywizjon lotniczy
- pluton łącznikowy Dowództwa Lądowej Obrony Wybrzeża